# Rete tranviaria di Milano
La rete tranviaria di Milano è parte della rete di trasporto pubblico di Milano ed è gestita dall'Azienda Trasporti Milanesi (ATM).
In funzione dal 1881, la rete è attualmente lunga 157 km, ed è una delle più estese al mondo. Ha uno scartamento di 1.445 mm (scartamento italiano) e comprende 17 linee urbane. Della rete interurbana, che collegava il capoluogo ad alcuni estremi della provincia e ad alcuni vicini capoluoghi, rimaneva in esercizio solamente la linea Milano-Limbiate, che però a partire dal 1º ottobre 2022 è sostituita a tempo indeterminato da autobus.
Le vetture tranviarie sono una componente tipica del paesaggio milanese, in particolare i caratteristici tram "tipo 1928" (serie 1500), costruiti fra il 1928 e il 1932 in 502 esemplari, di cui circa 150 sono ancora in circolazione.

## Storia

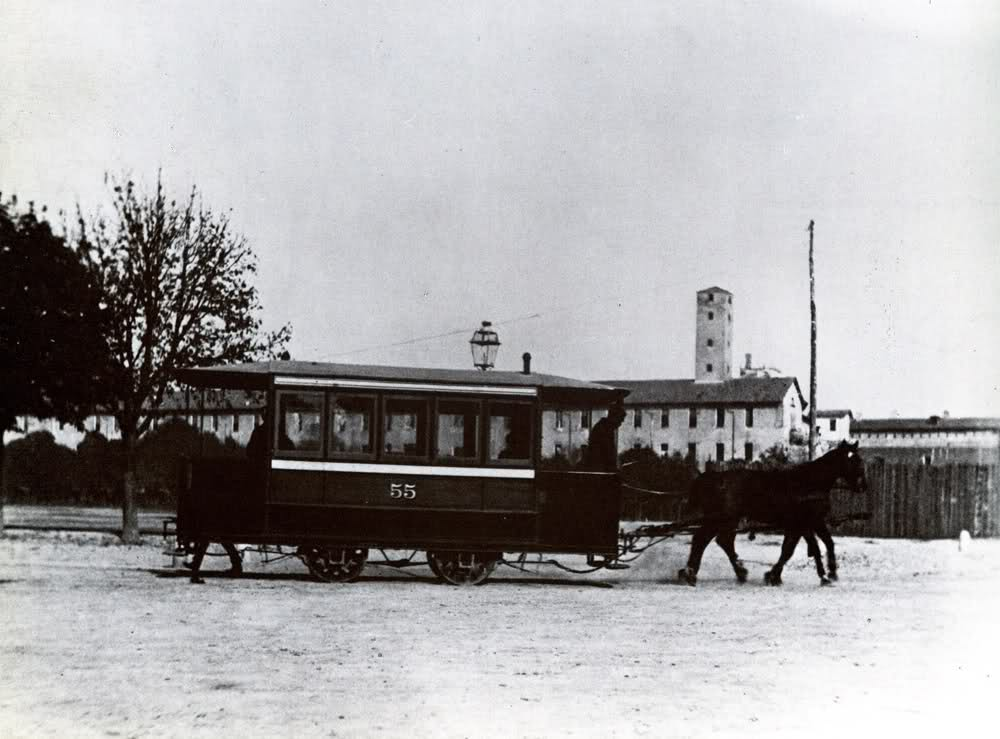
Un tram a cavalli davanti alla vecchia Ghirlanda del Castello (1885-1890)

### Dall'omnibus (1841) all'inaugurazione del servizio urbano (1881)
Dopo l'istituzione dei servizi con omnibus avvenuta nel 1841, la prima linea tranviaria milanese fu la Milano-Monza, inaugurata l'8 luglio 1876 con trazione animale. La linea aveva capolinea fuori Porta Venezia, all'inizio dell'attuale corso Buenos Aires, all'esterno del perimetro urbano. L'anno successivo, il 24 giugno 1877 venne inaugurata una seconda linea, la Milano-Saronno, con capolinea all'Arco della Pace.
Dopo solo pochi mesi, l'amministrazione cittadina acconsentì a posare le rotaie all'interno della cerchia muraria: la linea per Monza venne prolungata pertanto fino in largo San Babila, mentre quella per Saronno, attraverso la piazza d'armi del Castello Sforzesco, fino a via Cusani. Il 6 giugno 1878 venne inaugurata la prima tranvia a vapore, diretta a Vaprio. La trazione a vapore fu adottata anche dall'esistente linea di Saronno (1878), e sulle nuove linee per Sedriano (1879), Vimercate, Pavia e Lodi (1880), Giussano (1881), ed altre ancora. Queste tranvie, di tipo interurbano non formavano una rete unitaria in quanto l'esercizio fu affidato a diverse società.
Le prime tranvie urbane, a trazione animale, vennero inaugurate l'11 aprile 1881 in occasione della grande Esposizione industriale nazionale. Le linee avevano andamento radiale, con capolinea centrale in piazza del Duomo, dirette verso le porte cittadine. La rete era gestita dalla Società Anonima degli Omnibus (SAO).

### Dall'Esposizione Nazionale alla Prima Guerra Mondiale
Nel 1892 la società Edison presentò un progetto di elettrificazione della rete tranviaria urbana, realizzando l'anno dopo una linea sperimentale (da piazza del Duomo a corso Sempione attraverso i nuovi quartieri residenziali) per dimostrare i vantaggi del nuovo sistema. Pertanto dal 1895 la Edison sostituì la SAO nella gestione della rete, la cui elettrificazione venne completata nel 1901.

La stazione funebre di via Bramante (1895), negli anni trenta.

La stazione funebre di Porta Romana (1907), negli anni trenta.

In concomitanza con la continua ascesa della rete tranviaria si assistette ad un progressivo impiego del tram anche in ambiti e contesti estranei al semplice trasporto pubblico. Con l'apertura del Cimitero Maggiore, avvenuta nel 1895, venne istituito un servizio tranviario dedicato da parte dell'allora SAO (per conto del Comune) per il trasporto delle salme dalla stazione funebre appositamente allestita in via Bramante al cimitero. Nel 1897 il servizio, comunque già elettrico dagli inizi, sarebbe passato alla Edison. Le difficoltà connesse all'esercizio del servizio con una sola stazione, decentrata a nord rispetto alla città, portarono il Comune a valutare l'ipotesi di introdurre una seconda stazione funebre, da collocarsi sulla circonvallazione dei Bastioni. Venne scelta Porta Romana, nell'area del cosiddetto Monte Tabor, ricavata nella lunetta del Bastione. I lavori furono affidati all'ingegner Francesco Minorini, affiancato dall'ingegner Ripamonti e dall'architetto Tettamanzi: il nuovo servizio venne inaugurato la mattina del 3 ottobre 1907 con l'apertura della stazione funebre di Porta Romana. Vennero introdotti accorgimenti, come la separazione fisica dell'officina tranviaria dal luogo in cui sostavano i convogli pronti a svolgere il servizio funebre e la predisposizione del tram a portare una sola salma per vettura, così da evitare cortei promiscui. Le stesse vetture erano state realizzate molto più eleganti, essendo peraltro costate 20.000 lire a tram. Le vetture rimorchiate, inoltre, erano più lunghe e si presentavano a salone, con sedili in velluto e vetri smerigliati; erano inoltre dotate di riscaldamento per l'inverno e ventilatori per l'estate.

Vettura tranviaria adibita all'innaffiamento delle strade.

Nel 1905 cominciarono le sperimentazioni per l'innaffiamento delle strade con vetture tranviarie appositamente modificate, per sostituire gli anacronistici carri-botte trainati da cavallo ancora in servizio in quegli anni. Questo è l'anno infatti dell'importazione dagli Stati Uniti del primo di questi tram sperimentali, che sarebbero stati studiati accuratamente negli anni successivi dall'ingegner Minorini, che ne avrebbe riutilizzato l'apparecchiatura idraulica su una vettura di nuova produzione, sperimentata finalmente con successo nel 1908. A quell'anno risultano attive otto vetture adibite a questo servizio.
Subito all'inizio del 1910 venne sperimentata, su idea dell'ingegner Franco Minorini, direttore del servizio tranviario, l'introduzione di un numero che identificasse ciascuna delle linee urbane, di modo da un lato da agevolarne la memorizzazione, a fronte della continua crescita della rete, dall'altro di rendere più riconoscibili le linee per chi ancora era analfabeta. Avuto esito positivo la sperimentazione, il 1º marzo di quell'anno ciascuna linea riceve un numero progressivo da 1 a 28, ad eccezione delle due linee di circonvallazione, che sarebbero rimaste sprovviste di numerazione per diversi mesi ancora. Solo in seguito avrebbero assunto i numeri 29, per la linea più esterna, in senso antiorario e 30, per la linea più interna, in senso orario.
Nel 1912 si presentò alla ribalta la questione della metropolitana di Milano: l'ingegner Evaristo Stefini aveva presentato infatti un progetto di sotterranea che avrebbe congiunto Milano con Monza, mentre l'ingegner Carlo Broggi aveva proposto una linea di metropolitana che congiungesse piazzale Loreto a San Cristoforo. Frattanto l'ingegner Minorini studiava invece una possibile sistemazione sotterranea della rete tranviaria. Venne fissato per il marzo 1913 il limite massimo per la presentazione di proposte concrete per la realizzazione e la successiva gestione della metropolitana: fra tutte quelle presentate ne vengono scelte tre, in seguito scartate in quanto ritenute inadatte alle esigenze della città. Lo scoppio della guerra chiuse definitivamente la breve parentesi.

### Verso la municipalizzazione del servizio (1917)

Teoria di vetturette adibite al trasporto dei feriti.

Con l'entrata in guerra dell'Italia nel 1915, il servizio pubblico risentì pesantemente della chiamata alle armi, con una drastica riduzione del personale tranviario e un abbondante ridimensionamento del servizio: alla limitazione del servizio seguì la soppressione temporanea di alcune linee. Il personale venne parzialmente rimpiazzato da pensionati, richiamati in servizio, e da donne. La Direzione Sanità del Comando Militare Territoriale affidò inoltre all'Azienda Tramviaria il trasporto dei feriti di guerra dalle stazioni ferroviarie agli ospedali militari che si trovavano in città, dotando la rete di alcuni appositi raccordi e allestendo venti vetture per il trasporto di 8 feriti su barella ciascuna.

La vettura sperimentale 975.

Parallelamente alle conseguenze della guerra, un altro problema che affliggeva il servizio tranviario era l'inadeguatezza delle vetture Edison. Nel 1916 l'ingegner Minorini curò personalmente l'acquisto di quattro vetture sperimentali (972-975), ordinate ad altrettante case costruttrici, alle quali se ne sarebbe affiancata una quinta (976) nel 1917. Tale sperimentazione ebbe come effetto immediato una sostanziale modifica delle Edison, in grado di tamponare la situazione, rimodernando al tempo stesso queste vetture e di conseguenza il servizio.
L'esercizio della rete urbana venne assunto direttamente dal Comune di Milano, tramite l'Ufficio Tramviario Municipale, nel 1917; in quello stesso anno furono istituite le linee 31, 32 e 33.

### Le prime innovazioni (1921)
All'indomani della prima guerra mondiale la situazione dal punto di vista economico e sociale rimase incerta per un paio di anni, con sollevazioni e scioperi abbastanza frequenti anche fra il personale tranviario. Questi disordini ebbero vita breve e si tornò presto alla normalità, inaugurando un decennio profondamente segnato dall'innovazione in campo tranviario. Il 12 aprile 1921 l'ingegner Minorini sperimentò con successo il primo scambio automatico cittadino (anche se inventato tempo prima da un orologiaio milanese di cognome Colombo), fatto installare in piazzale Principessa Clotilde, presso Porta Nuova. In seguito a questa positiva sperimentazione, i nuovi scambi elettromagnetici si diffusero gradualmente in tutta la rete, mandando di volta in volta in pensione la figura del quell de la guggia, il caratteristico manovratore dell'azienda tranviaria che azionava manualmente (col ferrett o la guggia, appunto) gli scambi della città. Malgrado la scomparsa del manovratore "a terra", i tranvieri possono tuttora azionare manualmente gli scambi in caso di guasti.
Il 6 gennaio 1922 l'impresa Rognini e Balbo immise in regolare servizio nove elettromotrici ad accumulatori (più un rimorchio), sul percorso via Sarpi - via Canonica, via Volta, via Moscova, via Cernaia, via Borgonuovo, via Verziere, via Brolo, via Ospedale. Si trattava della prima vera e propria forma concorrenziale al servizio tranviario nel trasporto pubblico della città: le vetturette bianche, considerate antiestetiche dai milanesi, avevano come indiscusso vantaggio l'estrema silenziosità. La sperimentazione non riscosse particolare successo, costituendo per il momento un episodio circoscritto e senza un particolare seguito immediato; nel lungo termine invece il trasporto pubblico cittadino ne sarebbe stato pervaso.
Nel 1922 ripresero vigore quelle tensioni sociali che già s'erano manifestate all'indomani della prima guerra mondiale: la stessa amministrazione comunale, coinvolta in una situazione di crollo sia politico che economico, si trovava ad attingere regolarmente dagli introiti giornalieri dell'esercizio tranviario per poter coprire le spese correnti e il pagamento dei debiti. Lo sciopero generale indetto fra l'1 e il 3 agosto di quell'anno vide le Camicie nere coprire interamente il personale scioperante, garantendo regolarmente il servizio. Fu l'ultimo grande sciopero cui la città assistette fino al 1943. La notte del 3 agosto dal balcone di Palazzo Marino Gabriele D'Annunzio inaugurò la nuova amministrazione fascista, insediatasi a capo della città.
Dal punto di vista del parco vetture, a partire dal 1924 vennero immessi in servizio i nuovi tram a due assi tipo 600 e i corrispettivi rimorchi tipo 1300, frutto dei lunghi studi compiuti negli anni precedenti a partire dalle sperimentali. Tale evento fu accolto positivamente dalla cittadinanza, dando lustro all'amministrazione fascista sotto le quali erano entrate in servizio, piuttosto che a quella precedente - socialista - che ne aveva ordinata la realizzazione. Tali vetture tuttavia non risultarono del tutto soddisfacenti, sia per alcune tecnologie impiegate, adottate ma già superate, per via del lungo arco di tempo nel quale erano state applicate, sia anche per l'esigua disponibilità di posti e l'ingombro stradale.
Nel 1925 il Comune affidò in via sperimentale alla Compagnia Autobus di Milano (CAM) la linea automobilistica urbana che collegava la Maddalena a Figino. Il successo di questa sperimentazione portò alla proposta di estendere il servizio degli autobus a benzina all'intera rete di trasporto pubblico cittadina: fu l'inizio di una tendenza che si sarebbe invertita solo negli anni 1990.

### La riforma tranviaria (1926)

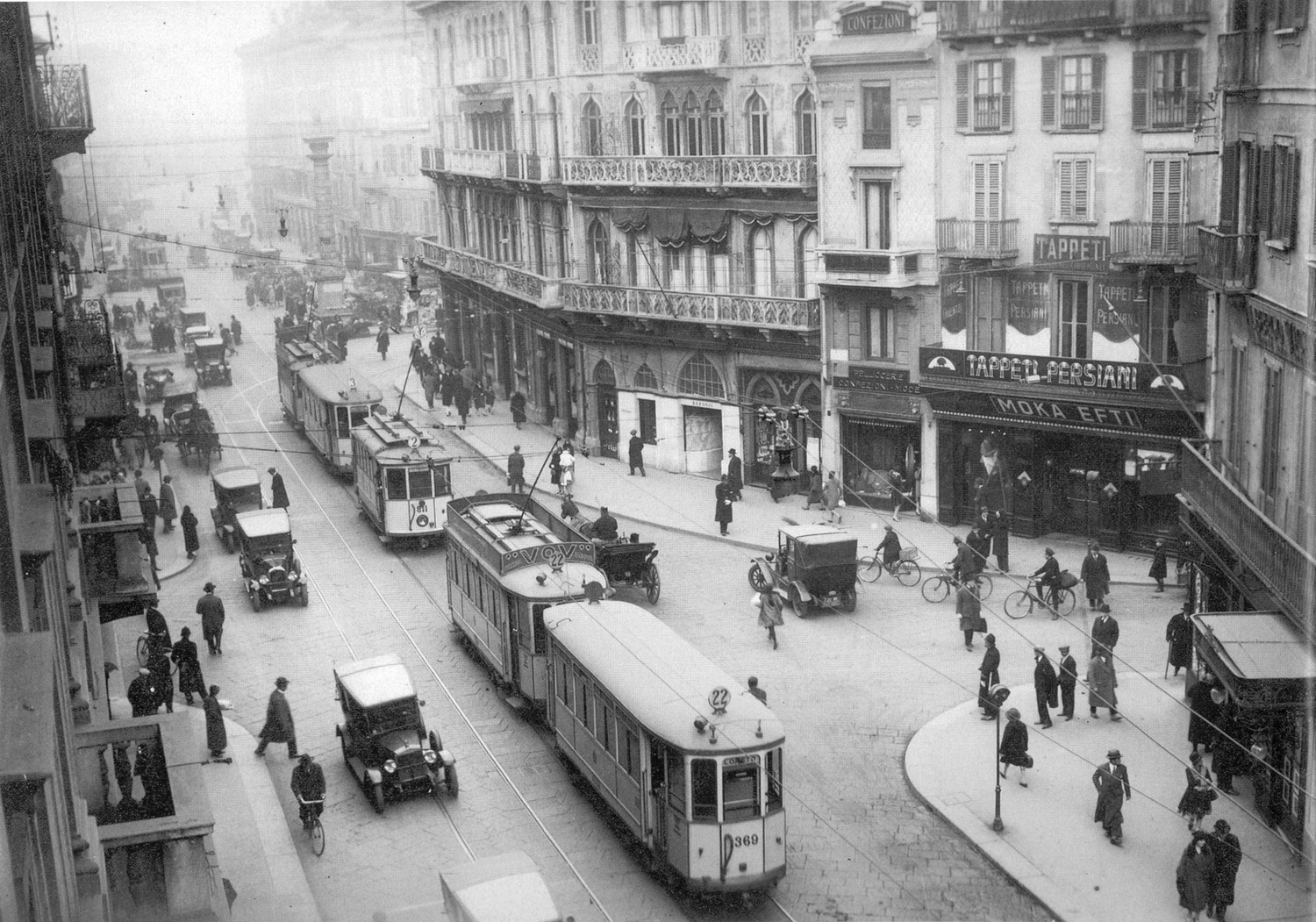
Traffico tranviario in largo San Babila, nel 1926.

Nel 1926, allontanato l'ingegner Minorini dall'incarico poiché si era rifiutato di aderire al Partito Nazionale Fascista, la direzione del servizio dei trasporti pubblici venne affidata all'ingegner Gaetano D'Alò. Fra il 2 e il 3 agosto fu chiamato a sovrintendere al cambio di mano, imposto da Roma, che avrebbe interessato la circolazione veicolare, coinvolgendo pertanto l'intera rete tranviaria cittadina. Il 29 novembre fu il giorno della riforma tranviaria: venne soppresso il cosiddetto carosello di piazza Duomo, capolinea condiviso da quasi tutte le linee fino alla Grande Guerra, da decenni già giudicato indecoroso per la città oltre che di intralcio al crescente traffico su gomma; parallelamente le linee tranviarie, fino ad allora radiali, vennero trasformate in linee a V, con i due rispettivi capilinea relativamente vicini tra loro. Sempre al 1926 risale l'apertura del Deposito Vittoria, in viale Campania, che sarebbe stato affiancato nel 1933 dal nuovo Ospedale dei Tranvieri.
Il 28 ottobre 1928, in occasione dell'anniversario della Marcia su Roma, furono realizzati due prolungamenti nei quartieri occidentali della città: lungo la Ripa di Porta Ticinese fino a piazzale Negrelli, e lungo via Rembrandt fino a piazzale Perrucchetti
I limiti riscontrati con le 600 avevano spinto l'Azienda Tramviaria negli anni successivi alla progettazione di un nuovo tipo di tram, in grado di rispondere positivamente alle problematiche presentate invece dalle precedenti vetture, non per ultimo ingombro e capienza. Nel 1927 venne presentato il primo esemplare prototipo della futura serie 1500, che sarebbe entrata in regolare servizio in 502 esemplari, a partire dal marzo del 1929. Le nuove vetture, a carrelli, avrebbero in breve tempo rivoluzionato il trasporto tranviario cittadino.
L'entrata in servizio delle ventotto ebbe un altro effetto sulla rete: i capilinea tranviari furono dotati di un cappio di ritorno ovunque questo non fosse presente, per consentire la circolazione ai primi tram monodirezionali introdotti a Milano. Un esempio è il capolinea di piazzale Negrelli: la rete urbana aveva raggiunto Ripa di Porta Ticinese dal 1901, ma in previsione dell'entrata in servizio delle ventotto i binari furono dotati di un anello nell'unica sezione della Ripa abbastanza ampia da permetterne la costruzione (piazzale Negrelli, appunto). Data l'odierna presenza esclusiva di tram monodirezionali in servizio passeggeri, un cappio di ritorno è tuttora presente presso ogni capolinea. Una soluzione alternativa ai cappi di ritorno introdotta dove la sede stradale sia sufficientemente larga è la presenza di un binario centrale o laterale di stazionamento dotato di opportuni raccordi che consentano l'inversione di marcia, soluzione oggi utilizzata nei capilinea di viale Umbria e viale Lunigiana.
Nel 1931 alcune linee furono modificate per servire la nuova stazione centrale, posta alcune centinaia di metri a nord di quella vecchia. Dalla vecchia Barriera Principe Umberto i tram raggiunsero la piazza antistante la stazione, terminando in due anelli di binari rispettivamente in piazza IV Novembre e piazza Luigi di Savoia.
Nel 1933 venne inaugurata la prima linea filoviaria; a differenza di molte città italiane però il nuovo mezzo non sostituì il tram, ma lo integrò su percorsi periferici (in particolare, sulla circonvallazione esterna). La rete tranviaria, infatti, era estesa, efficiente (grazie alle strade ampie e alle molte sedi riservate), tutta a doppio binario, con vetture capienti e moderne.
Negli stessi anni si estesero anche le linee di autobus, particolarmente verso le località esterne annesse al Comune di Milano nel 1923.
Nel 1939 anche la vasta rete interurbana, elettrificata nel decennio precedente dalla STEL, passò in gestione all'ATM; nello stesso anno la rete urbana raggiunse la sua massima espansione, con la posa dei binari in viale Ca’ Granda (al servizio del nuovo Ospedale Niguarda, inaugurato nello stesso anno) e il prolungamento da viale Umbria a piazzale Cuoco dell’allora linea 23.

### La Seconda guerra mondiale

Un tram serie 600 a Messina, mentre viene requisita per essere inviata a Monaco.

L'entrata in guerra dell'Italia nel 1940 ebbe da subito un effetto negativo sui trasporti pubblici: innanzitutto sulle vetture tranviarie vennero aboliti quasi tutti i posti a sedere, così da aumentarne la capienza; parallelamente le vetture dovevano viaggiare contraddistinte da fasce bianche e la sera con le luci azzurrate, le tendine abbassate e i fari esterni schermati. Per sostituire il personale chiamato alle armi vennero assunti anche in quest'occasione pensionati e donne. Il progetto di una linea di metropolitana che attraversasse la città dal confine comunale con Sesto San Giovanni, sotto viale Monza, fino alla via Trivulzio, già in avanzata preparazione, venne arrestato. A causa del divieto di circolazione per le auto private il trasporto pubblico vide un notevole incremento di passeggeri, e per i primi due anni e mezzo la rete tranviaria restò operativa quasi senza difficoltà. Nell'ottobre 1942 ebbe inizio una catastrofica inversione di tendenza, quando Milano fu colpita da un massiccio attacco aereo al quale si mostrò del tutto impreparata. Fino a quel momento tutte le 44 linee tranviarie erano rimaste attive, pur con corse ridotte a causa della penuria di pezzi di ricambio. A luglio era stata immessa in circolazione la prima vettura articolata a due casse su tre carrelli, la 4500, prima di un lotto di 20 vetture, di cui solo cinque vedranno effettivamente la luce. Nel febbraio del 1943 dopo una lunga serie di contrazioni e il bombardamento del 13/14 venne definitivamente sospeso il servizio automobilistico; nel luglio dello stesso anno fu invece la volta di quello filoviario, compromesso dai recenti bombardamenti e limitato dalla penuria di pneumatici. In agosto quattro raid violentissimi si abbatterono sulla città: a risentirne maggiormente fu il servizio tranviario, l’unico ancora in funzione, che ebbe distrutti o gravemente danneggiati i depositi di Messina e Leoncavallo, insieme a centinaia di vetture; i depositi automobilistici furono pressoché risparmiati, mentre fu distrutto il deposito filoviario di via Salmini. Da questo momento fino al 1945 i raid furono quasi sempre diretti sulle industrie in periferia, dando così respiro alla città: con le poche vetture rimaste fu possibile rimettere in funzione la circolare 29/30: sulla cerchia dei Bastioni entrarono così in funzione le cosiddette rimorchiate, convogli di decine di tram ormai senza porte o finestrini e trainati dalle poche 600 rimaste in funzione. Nel febbraio 1944 trenta di queste motrici furono caricate su carrelli ferroviari al Deposito Messina per essere inviate a Monaco di Baviera, il cui trasporto pubblico era completamente distrutto. Lo stesso destino subì il deposito ATM Molise, con la requisizione da parte tedesca di 58 filobus e alcune bobine di linea aerea.
Al termine della seconda guerra mondiale gli impianti risultavano quasi interamente distrutti, mentre il parco rotabile riversava in condizioni disastrate. Tuttavia il rapido ripristino del servizio e l'annessa ricostruzione fecero sì che già alla fine del 1945 la città potesse contare su 29 linee tranviarie, 1 linea filoviaria e 1 linea automobilistica; l'anno successivo le linee tranviarie in esercizio erano invece già 35.

La 5106 nel Natale del 1961.

### Il lento declino

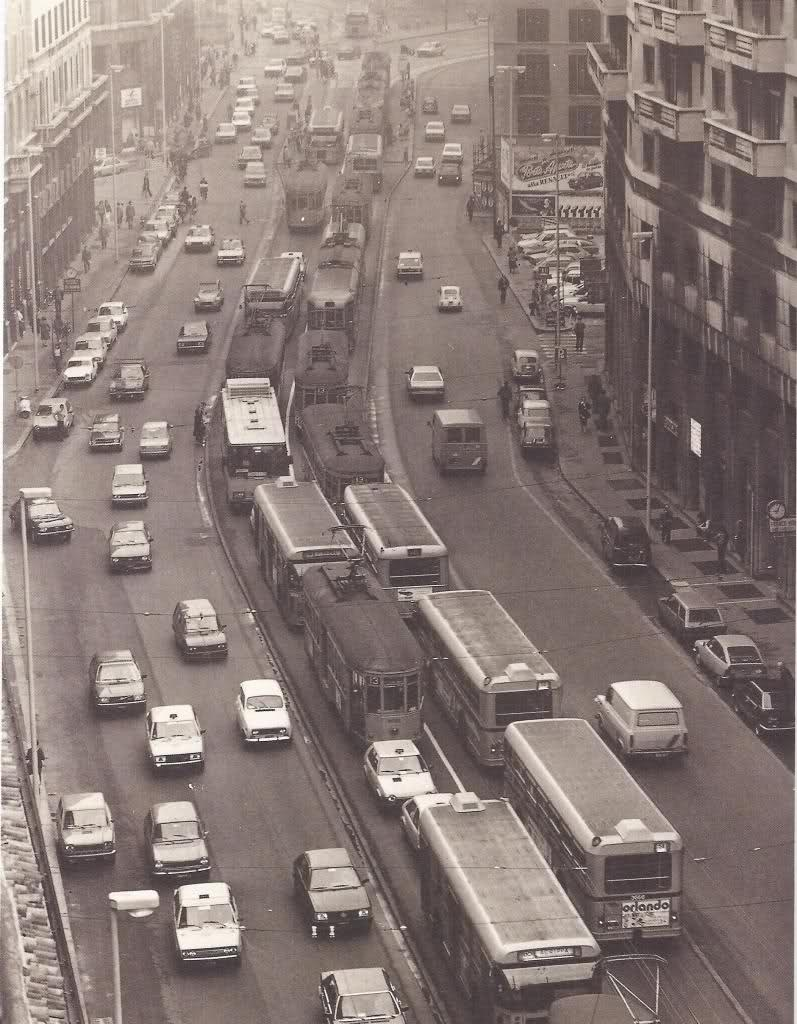
L'apertura degli impianti di via Larga, il 7 settembre 1981.

Nel dopoguerra, malgrado la rapida ed estesa ricostruzione della rete milanese, il tram cominciò ad essere considerato un mezzo obsoleto e poco flessibile: il Piano del '53 ne prevedeva la completa eliminazione dalle aree centrali e la sua sostituzione con una rete di metropolitane (già ipotizzata nell'anteguerra).
La crescita del traffico di auto private sembrava dimostrare la cattiva reputazione del tram agli occhi dei pendolari: sebbene i tram godano tuttora della precedenza rispetto a ogni altro veicolo, gli ingorghi stradali, causati dai mezzi motorizzati privati, che iniziavano a formarsi avevano un grave effetto su una rete tanto capillare e presente in tutte le principali arterie cittadine. La velocità media dei tram milanesi, già attualmente molto bassa, scendeva quasi a passo d'uomo in alcune aree della città.
Il declino fu rapido: nel 1957 iniziarono i lavori di scavo della linea 1, che comportarono l'allontanamento del tram da alcuni assi fondamentali (come per esempio corso Buenos Aires, corso Vittorio Emanuele e via Dante). Furono soppresse anche tratte non interessate dai cantieri, istituendo nuove linee di autobus (viale Liguria e via Canonica nel 1962). In controtendenza invece l'attivazione dei due prolungamenti per i nuovi quartieri periferici di Taliedo (1964) e Gratosoglio (1969).
Gli anni cinquanta e sessanta videro inoltre la soppressione di quasi tutte le tranvie interurbane, sostituite da autolinee, a causa di un mancato adeguamento degli impianti ai mutati standard di trasporto. Entro il 1966 erano rimaste in funzione le tranvie per Vaprio (potenziata nel 1968 e poi annessa in parte alla rete metropolitana), Vimercate (soppressa nel 1981), Desio (sospesa dal 2011 e ricostruzione dal 2023 ) e Limbiate (sospesa dal 2022).
Il 9 marzo 1970, in concomitanza con l'introduzione del biglietto a tariffa oraria (anziché a corsa semplice) si procedette ad una riorganizzazione generale della rete, paragonabile per portata alla riforma tranviaria degli anni '20. La rete aveva operato fino a quel momento collocando sulle arterie più frequentate due o più linee, ognuna delle quali avrebbe poi seguito una diramazione, mantenendo la frequenza delle corse proporzionata al flusso di passeggeri: da un giorno all'altro, mentre alcune linee ebbero un forte incremento nella loro frequenza, numerose altre furono soppresse, insieme alle diramazioni su cui operavano (piazzale Lotto, viale Caprilli, Città Studi, Barona e altre). La rete perse così un terzo delle sue linee e una porzione consistente di binari, alcuni dei quali sopravvivono dismessi ancora oggi. Due anni dopo il tram sparì anche da corso Garibaldi, interessato dai cantieri per la linea M2.

### Un timido riammodernamento
La riorganizzazione della rete del 1970 comportò una repentina modifica della gestione del servizio. Il precedente sistema (formato da molte diramazioni con lunghi tratti sovrapposti) era ottimizzato per il parco mezzi esistente, principalmente composto da vetture a una cassa e prive di rimorchi, capaci di trasportare tra 130 e 150 passeggeri cadauna (con eccezione delle articolate serie 4600/4700, consegnate negli anni '50). La nuova rete invece risultava composta anche da linee con un carico elevato (dovuto altresì alla rapida crescita della popolazione urbana), per la quale sarebbe stato funzionale un parco mezzi composto da un minor numero di vetture, ma aventi maggiore capacità. ATM sfruttò le vetture già in dotazione come base per l'evoluzione del materiale rotabile. Infatti, tra il 1971 e il 1977 entrarono in servizio le nuove vetture a grande capacità serie 4800 ("Jumbotram"), ricavate dall'unione delle casse delle vetture serie 5200 e serie 5300; tra il 1976 e il 1978 furono consegnate le nuove vetture serie 4900, in previsione di una conversione della circolare filoviaria 90/91 in tranvia veloce protetta, un progetto ampiamente discusso ma mai realizzato. Con l'immissione in servizio delle nuove serie di tram ad alta capienza (270 posti totali per convoglio, in luogo dei 175 delle vetture serie 4600/4700) si incrementò la capacità di trasporto sulle cosiddette "linee di forza", ovvero le direttrici destinate a collegare i quartieri periferici ad alta densità di popolazione non raggiunti dalla metropolitana, come i già citati Taliedo, Gratosoglio, Lorenteggio e Bovisa. Da tale ammodernamento fu invece esclusa la storica direttrice per Baggio (linea 34, in seguito 18): limitata sin dal 1970 al percorso tra la fermata metropolitana di Gambara ed il sobborgo cittadino (una sorta di servizio ancillare alla metropolitana), fu soppressa nel 1979 e surrogata da autolinee, essendo da tempo isolata dal resto della rete tranviaria e priva di un flusso consistente di passeggeri dopo il prolungamento della linea 1 a Inganni.
Nel 1981 venne invece aperto il nuovo tracciato di via Larga e via Albricci, con la contestuale eliminazione dei binari in piazzetta Reale e piazza Duomo.

### Il XXI secolo: dalle metrotranvie alla difficile gestione della rete
Nei primi anni 1990, fatto salvo per l'apertura del prolungamento da Gratosoglio a Rozzano (17 settembre 1992), la rete fu ridotta ulteriormente a causa dell'attivazione della linea M3 della metropolitana: le linee tranviarie cessarono il servizio, venendo sostituite dalla metropolitana, nella tratta compresa fra le stazioni Crocetta e Corvetto, lungo il Corso di Porta Romana e il Corso Lodi. In seguito, con il comune guidato dal sindaco Marco Formentini (Lega Nord), in carica dal 1993 al 1997, in segno di distacco dalle precedenti giunte, che avevano sostenuto la realizzazione della M3, si decise di accantonare gli ulteriori nuovi progetti di linee metropolitane in favore della realizzazione di nuove linee metrotranviarie.
Tali linee, seppur discusse, furono comunque realizzate, anche per non perdere i finanziamenti, e videro la luce nel decennio successivo, quando a Formentini era subentrato Gabriele Albertini (Forza Italia) come primo cittadino milanese: il 7 dicembre 2002 fu inaugurato un primo tronco dell'Interperiferica nord (con il progetto di una linea che colleghi Cascina Gobba a Bovisa/Certosa, ancora incompleto, anche se con alcuni tratti in costruzione e in progetto), che diventerà la linea 7, fino a Bicocca con l'apertura del sottopasso della stazione di Greco Pirelli, unica galleria cittadina progettata per una linea tranviaria; il 7 dicembre 2003 furono inaugurate la Metrotranvia nord, tra piazzale Maciachini e Niguarda, destinata a diventare la linea 4, e la Metrotranvia sud nella tratta Porta Lodovica-Abbiategrasso M2, percorsa dalla linea 15, con capolinea nel comune di Rozzano; il 7 luglio 2007 l'Interperiferica nord fu prolungata fino al nuovo deposito di Precotto; infine il 7 dicembre 2008 fu inaugurata la Metrotranvia per Cinisello, ricalcante il percorso dell'omonima linea interurbana dismessa 50 anni prima, diventata la linea 31.

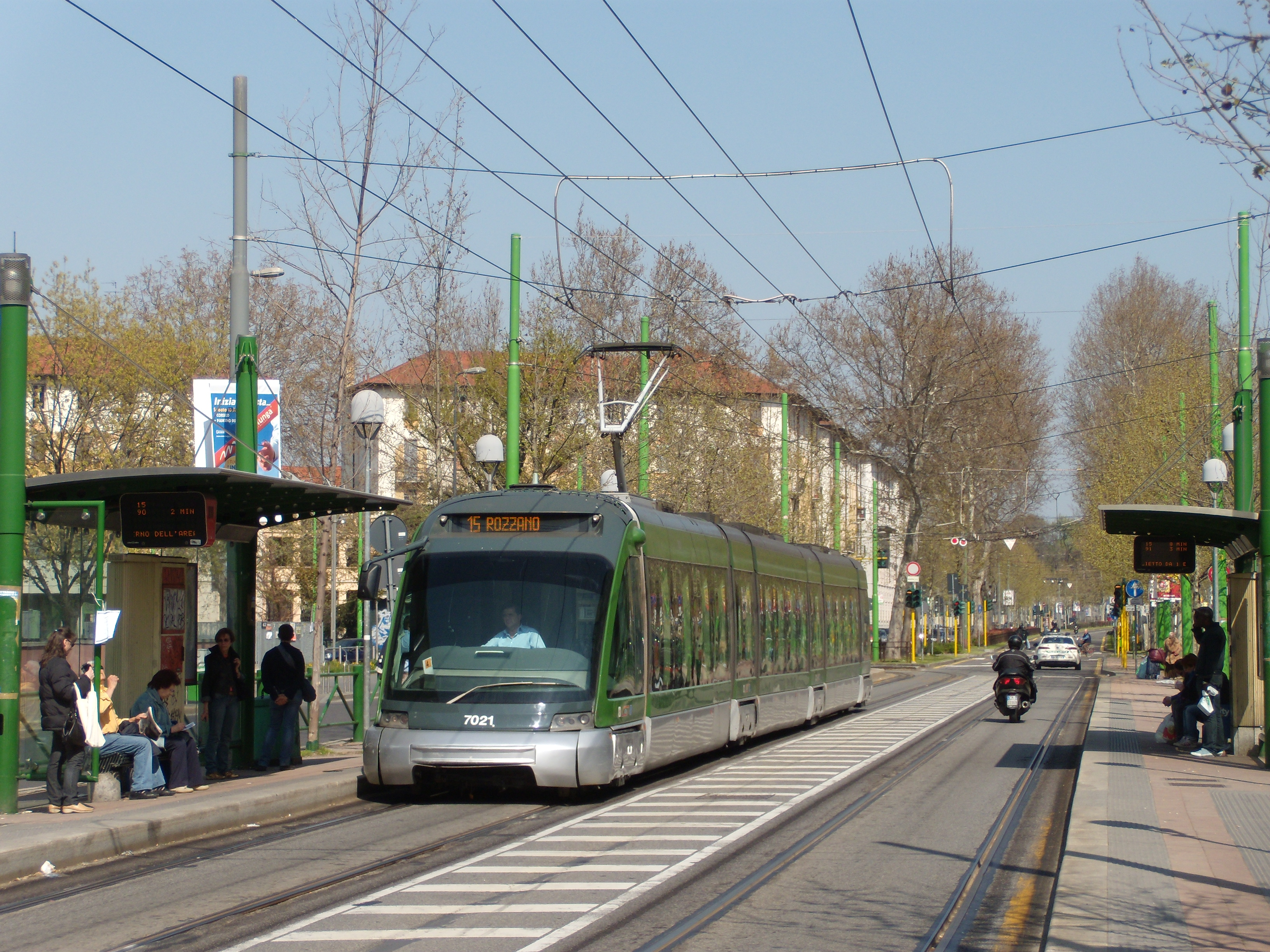
Un Eurotram in viale Tibaldi

Parallelamente alla realizzazione di tali nuove linee, nell'arco di un decennio fu rinnovato il parco vetture, con l'immissione in servizio delle dei tram serie 7000 e 7100/7500/7600.
Al 2010 risale l'ultima temporanea contrazione della rete, a causa dei cantieri della linea M5: in questa occasione ATM ha deciso la soppressione della circolare 29/30, dopo oltre 100 anni di servizio. In sua sostituzione è stata potenziata la linea 9 ed è stata riattivata la linea 10 (soppressa nel 1952); le due linee hanno i propri capolinea a breve distanza tra di loro e servono rispettivamente le metà est e ovest della cerchia dei Bastioni. La scelta di sdoppiare la linea deriva anche dal carico molto diverso nelle sezioni ovest ed est. Contemporaneamente è stata soppressa anche la linea 11; in sua sostituzione le linee 31 e 33 hanno aumentato la loro frequenza.
Il 27 aprile 2015, con l'apertura della linea M5 nella tratta Garibaldi-San Siro Stadio, la rete tranviaria ha subito alcune modifiche: la linea 16 ha ripreso a percorrere il tratto tra piazzale Segesta e San Siro Stadio (piazza Axum) precedentemente abbandonato a causa dei lavori della stessa M5; la linea 19 è tornata a percorrere il tratto compreso tra Domodossola e Largo 5º Alpini, transitando da piazza VI Febbraio, tratto abbandonato sempre a causa dei lavori della metropolitana; sempre la linea 19 ha prolungato il suo percorso da Porta Genova M2 a piazza XXIV Maggio. A luglio 2015 la linea 14 ha ripreso a percorrere il tratto di linea di via Nono, compreso tra piazzale Cimitero Monumentale e via Cenisio.
Con la fine di Expo 2015 è iniziata la sperimentazione dell'asservimento semaforico sulle linee 4 e 9 per aumentarne la velocità commerciale. Nonostante l'esito positivo di questa sperimentazione, l'asservimento semaforico non è stato ampliato. Dall’8 settembre 2018 la linea 15 è stata prolungata, raggiungendo la zona sud del comune di Rozzano.
La gestione della rete tranviaria da parte di ATM negli ultimi anni è stata tuttavia oggetto di critiche e perplessità, dovute fondamentalmente a una mancata politica di privilegiamento e ottimizzazione della stessa. Una delle scelte più discusse nel merito fu una serie di provvedimenti adottati per prevenire gli incidenti, il cui numero risultava essere aumentato nel biennio 2008-2009: nello specifico vennero inseriti dei limitatori di velocità in alcune tacche del controller K35 in dotazione alle motrici tipo Ventotto, limitandone in molti casi la velocità massima a 15 km/h, venne incuneata la quasi totalità degli scambi di servizio a sinistra e venne introdotto un distanziamento minimo fra le vetture, differente a seconda della zona e della tipologia di vettura. Tali provvedimenti assestarono un pesante contraccolpo al servizio tranviario: il blocco degli scambi a sinistra comportò infatti un drastico allungamento degli itinerari per fare entrare in servizio i tram e l'impossibilità di attuare alcune deviazioni specifiche in caso di interruzioni - programmate o fortuite - della rete tranviaria; la limitazione di velocità delle Ventotto insieme all'introduzione di un distanziamento minimo fra le vetture comportò invece un sostanziale aumento dei tempi di percorrenza. Quest'ultimo aspetto portò ad una serie di effetti collaterali, che a loro volta influirono pesantemente nella riduzione della velocità commerciale del tram: fra tutti l'impossibilità di effettuare fermata in uno stesso punto per più mezzi contemporaneamente, aspetto particolarmente problematico se accompagnato inoltre alla presenza di un impianto semaforico.

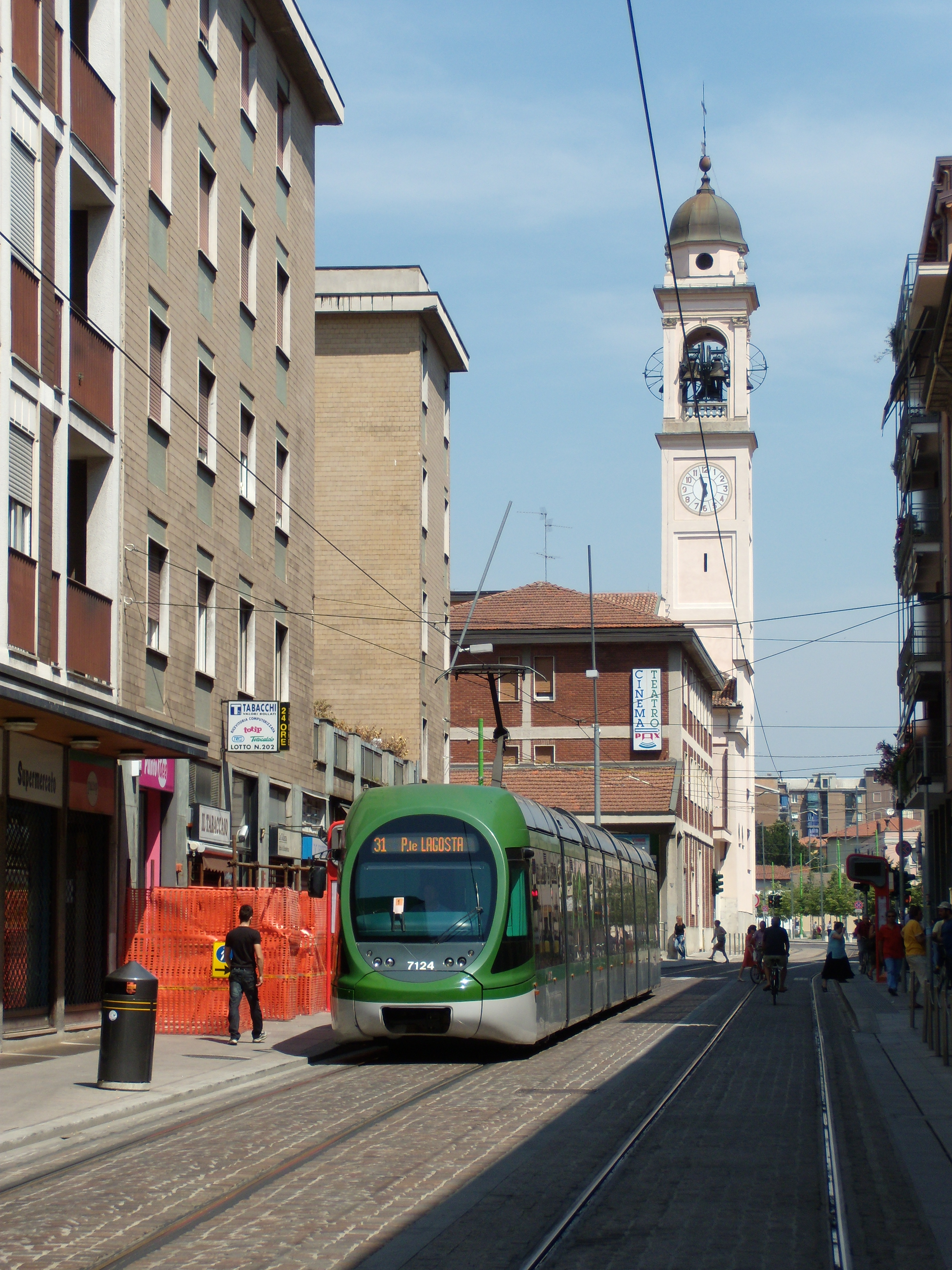
Un Sirio in servizio sulla linea 31 a Cinisello Balsamo.

Un secondo aspetto particolarmente criticato è legato ai tagli alle frequenze e alle linee tranviarie, operato in concomitanza col taglio dei trasferimenti statali per il trasporto pubblico e con l'apertura di nuovi cantieri per la realizzazione della M5. Mentre la maggior parte degli impianti tranviari è stata riattivata alla fine dei cantieri, il mancato ripristino dei binari di servizio in piazza XXV Aprile al termine dei lavori per la realizzazione del posteggio interrato, deciso dall'amministrazione comunale del sindaco Giuliano Pisapia (centrosinistra) nel settembre 2011, ha protratto la lunga sospensione del servizio tranviario nell'area di Porta Garibaldi.
Un ultimo punto è quello legato invece alle ultime linee realizzate, rientranti nel più ampio progetto delle metrotranvie milanesi, mai attuato nella sua interezza. Le nuove linee, nonostante fossero state realizzate in sede interamente riservata, presentarono ben presto notevoli problemi di gestione, dovuti in particolare agli eccessivi tempi di percorrenza. Un numero troppo elevato e ravvicinato di fermate nelle tratte preesistenti e la mancanza di un asservimento semaforico resero queste nuove linee sostanzialmente non dissimili dalle più tradizionali tramvie urbane già presenti in città.

## Rete

### Linee urbane
Al 2025, la rete tranviaria è composta da 17 linee:
- 1 Greco (Rovereto - via Martiri Oscuri)-Roserio (Ospedale Luigi Sacco) (14,6 km)
- 2 piazzale Bausan-piazzale Negrelli (10,5 km)
- 3 Gratosoglio-via Orefici (Duomo M1-M3) (7,5 km)
- 4 Niguarda (Parco Nord)-piazza Castello (Cairoli M1) (7,2 km)
- 5 Ortica-Ospedale Maggiore (Niguarda) (8,5 km)
- 7 Precotto (Anassagora)-piazzale Lagosta (5,7 km)
- 9 Porta Genova FS M2-Centrale FS M2-M3 (7,6 km)
- 10 viale Lunigiana-piazza XXIV Maggio (9,4 km)
- 12 Roserio (Ospedale Luigi Sacco)-viale Molise (13,2 km)
- 14 piazzale Cimitero Maggiore-Lorenteggio (14,4 km)
- 15 Rozzano (via Guido Rossa)-via Dogana (Duomo M1-M3) (11,6 km)
- 16 Certosa FS-San Siro Stadio M5 (10,3 km)
- 19 piazza Castelli-Lambrate FS M2 (12,3 km)
- 24 Vigentino-piazza Fontana (5,3 km)
- 27 piazza Fontana-viale Ungheria (6,6 km)
- 31 Cinisello Balsamo (via 1º Maggio)-Bicocca M5 (6,3 km)
- 33 Rimembranze di Lambrate-piazzale Lagosta (7 km)

Due linee oltrepassano i confini comunali:
- Il 15, che ha capolinea a Rozzano in via Guido Rossa;
- Il 31, che ha capolinea a Cinisello Balsamo in via 1º Maggio ed attraversa anche il comune di Sesto San Giovanni.

### Linee interurbane
In passato, Milano era il centro di una vasta rete tranviaria interurbana. Dopo la soppressione della tranvia Milano-Vimercate, avvenuta il 7 giugno 1981, rimasero in esercizio due linee interurbane:  la Milano-Desio (ex 178), aperta al servizio pubblico fino al 30 settembre 2011, e la Milano-Limbiate (ex 179) che fu soppressa il 30 settembre 2022.
In sostituzione delle ultime due tranvie interurbane sono in esercizio le seguenti autolinee extraurbane:
- 165 Milano Comasina M3-Limbiate Ospedale (11,9 km).
- 166 Niguarda Parco Nord-Desio Deposito (11,6 km).

### Servizi speciali
- ATM City Tour: dedicato ai turisti, permette di seguire percorsi prestabiliti che toccano alcuni dei maggiori luoghi di interesse della città a bordo di alcuni degli storici tram “Carrelli” del 1928[32].
- ATMosfera: si tratta di un servizio effettuato da due tram "Carrelli" del 1928 i cui interni sono stati completamente modificati, venendo dotati di tavoli e di equipaggiamenti per la cottura e la conservazione del cibo e trasformati in ristoranti. È quindi possibile prenotare questi tram e cenare a bordo di essi mentre effettuano un percorso turistico attraverso la città, scegliendo fra tre diversi menu[33].
- Noleggio tram storici: servizio creato da ATM per consentire il noleggio di tram degli anni '20 e '30 per uso privato[34].

### Binari di esercizio
Una parte dei 170 km di binari della rete è costituita dai cosiddetti binari di esercizio: si tratta di sezioni per la maggior parte a doppio binario e in passato percorse da una o più linee della rete, che oggi non vengono più impiegate per il servizio passeggeri, ma unicamente per consentire alle vetture di raggiungere i depositi tranviari della città.
La zona più interessata dalla presenza di questi binari è il quartiere Casoretto: i binari percorrono le vie Leoncavallo, Porpora e Teodosio, raggiungendo piazza Sire Raul e la stazione di Lambrate. La costruzione del deposito Leoncavallo negli anni ‘20 coincise con l’espansione della rete oltre piazzale Loreto: con la costruzione della metropolitana negli anni ‘60 i tram lasciarono la linea di forza Duomo - Loreto e per alcuni anni furono dirottati su un percorso parallelo partendo da Porta Venezia. La perdita di un collegamento diretto col centro e la presenza della metropolitana resero questo nuovo percorso meno frequentato e fruibile: nel 1994 l’allora linea 33 deviò da via Leoncavallo, mentre nel 2006 fu soppresso il servizio lungo via Porpora (sempre linea 33). Tuttavia il capolinea tranviario di piazza Sire Raul non è stato smantellato, nel caso in cui in futuro sia ristabilito il servizio tranviario lungo questo percorso.
Una sezione di 2 km di lunghezza si trova lungo via Rembrandt, fra la fermata M1 De Angeli e il deposito tranviario di Baggio: anche in questo caso la presenza dei binari è dovuta alla costruzione della metropolitana. Fino agli anni ‘60 via Rembrandt era stata percorsa principalmente dalla linea 16, mentre la 34 seguiva un percorso parallelo lungo via Forze Armate; le due direttrici avevano inoltre la funzione di raccordo del deposito di Baggio con la rete tranviaria. Al momento della soppressione della linea 16, la 18 surrogò il servizio della linea 34 sul tracciato Gambara M1 - Baggio, disimpegnando la tratta lungo via Rembrandt dal servizio passeggeri. A differenza della tratta lungo via Forze Armate (dismessa con la soppressione della linea 18 nel 1977), questa sezione fu mantenuta operativa affinché il deposito di Baggio potesse rimanere collegato alla rete. Dopo la soppressione della linea 16, tuttavia, il cappio di ritorno in piazzale Giuseppe Perrucchetti fu rimosso.

## Cronologia

### Numerazione delle linee
Negli anni di gestione SAO si assegnò inizialmente a ogni linea una lettera (le linee erano 10 nel 1871), ma questo primo tentativo di nomenclatura diede scarsi risultati in una rete che ancora non si spingeva oltre le mura cittadine. Nel 1910 il traffico tranviario, da pochi anni a trazione elettrica, era notevolmente aumentato, e divenne fondamentale una distinzione chiara fra i vari percorsi della rete. A ciascuna delle 29 linee allora esistenti fu assegnato un numero, eccezion fatta per la linea di circonvallazione che fu in seguito indicata coi numeri 29 e 30 (a seconda del verso di percorrenza).
Mentre le linee radiali cambiarono più volte percorso negli anni, la Circolare 29-30 mantenne un tracciato piuttosto stabile: unica eccezione fu il tratto fra Porta Nuova e l’Arco della Pace, gradualmente spostato verso nord per collegarsi con la stazione delle Varesine (fino al 1963) e quella di Porta Garibaldi, oltre al Cimitero Monumentale. La circolare tranviaria continuò a operare fino al 19 novembre 2010, quando fu soppressa a causa dei lavori di costruzione della Linea M5; nell’ottobre 2015 la 29-30 fu sostituita definitivamente dalle linee 9 e 10, quest’ultima appositamente riaperta per coprire la metà occidentale della circonvallazione, fra le stazioni Centrale e Stazione di Milano Porta Genova.
La 29-30 non fu l’unica linea "circolare" della rete tranviaria: un'altra coppia di linee, la 39-40, correva lungo un percorso di 8 km fra il Parco Sempione e l’allora Fiera Campionaria, percorrendo poi Corso Vercelli fino alla stazione Nord. Questa circolare fu istituita nel 1939, e dopo la guerra non fu ripristinata; i binari su cui correva fra piazza VI febbraio e piazza Piemonte furono dismessi con la costruzione della linea 1 della metropolitana. Un'altra circolare fu la linea 25-26 interstazionale, attiva dagli anni ‘20, che fu soppressa nel giugno 1976.

### Evoluzione sinottica della rete

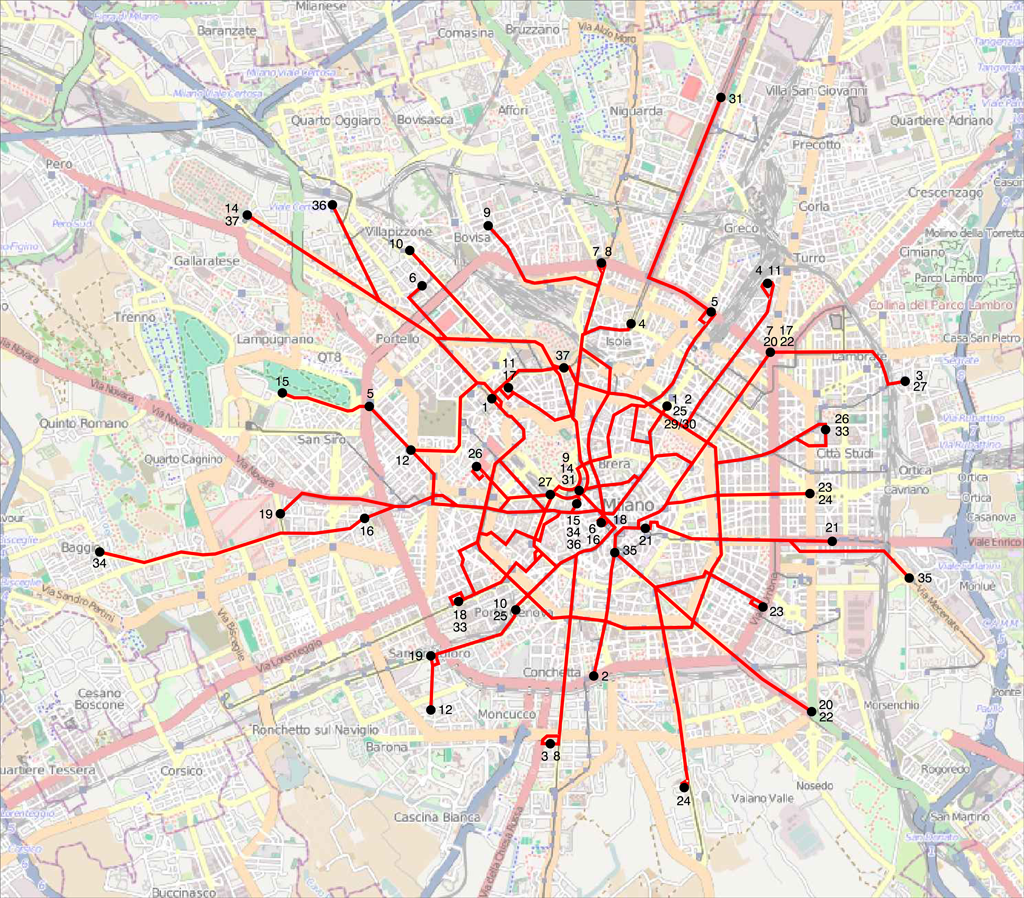
La rete nel 1929
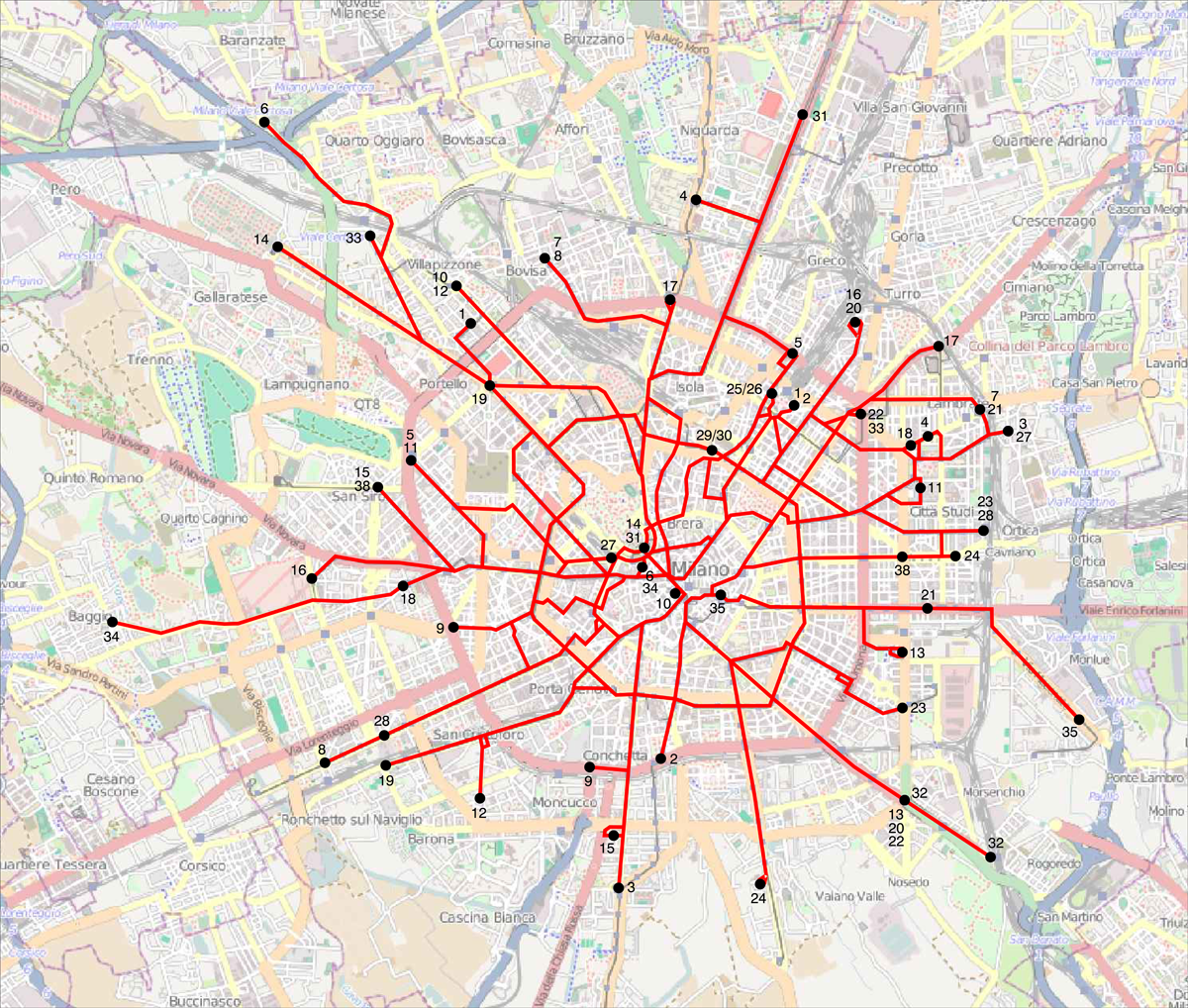
La rete nel 1948
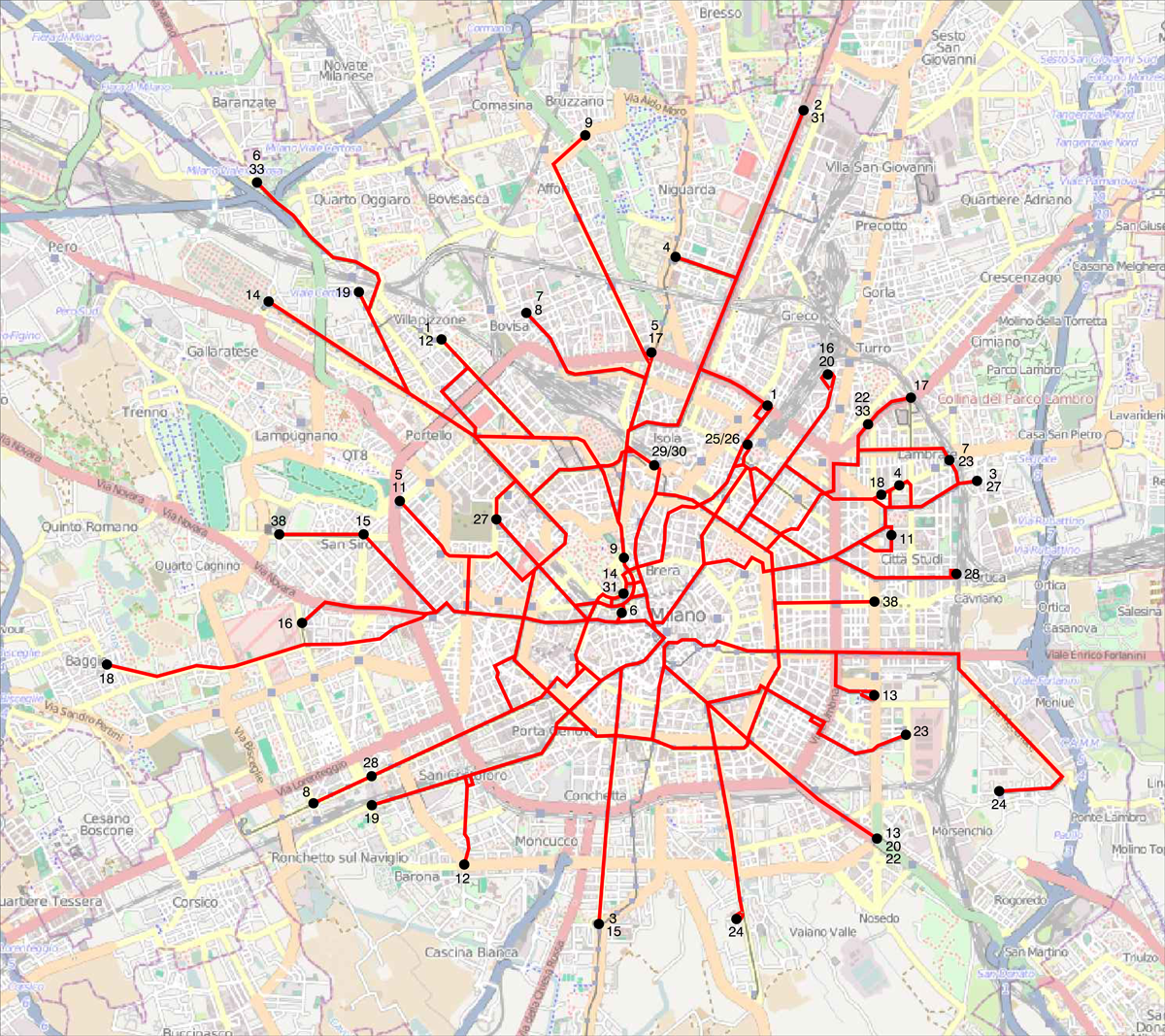
La rete nel 1964
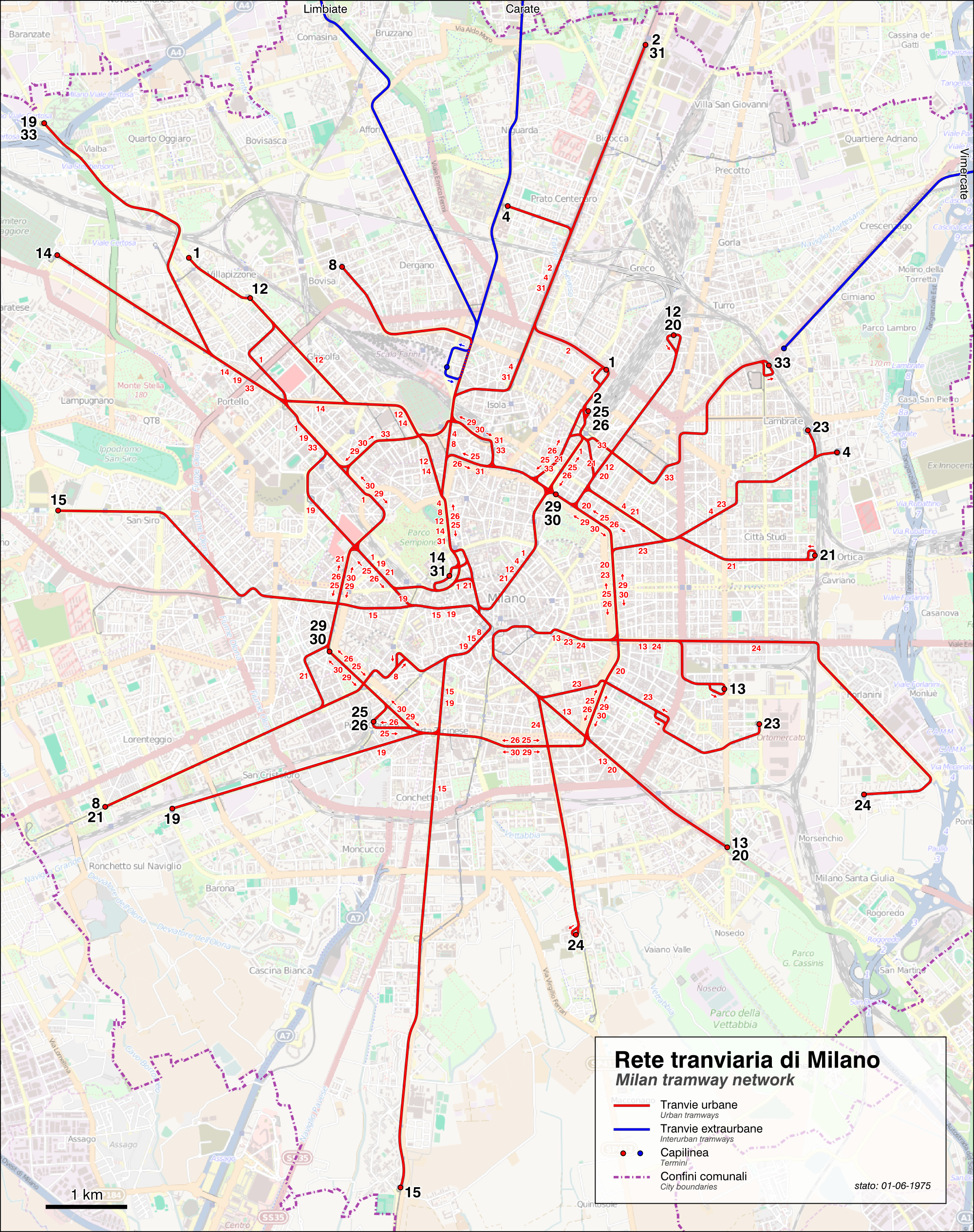
La rete nel 1975

#### Rete tranviaria urbana al 31 dicembre 1896
- piazza Duomo - Porta Venezia (2.624 m)
- p.za Duomo - Barriera Principe Umberto - Stazione Centrale (2.162 m)
- p.za Duomo - Porta Nuova (2.236 m)
- p.za Duomo - Porta Garibaldi (2.363 m)
- p.za Duomo - Porta Volta (2.754 m)
- p.za Duomo - Porta Tenaglia - via Bramante (2.989 m)
- p.za Duomo - Porta Tenaglia - via Canonica (2.823 m)
- p.za Duomo - Porta Magenta (2.767 m)
- p.za Duomo - Porta Genova (1.984 m)
- p.za Duomo - Porta Ticinese (2.302 m)
- p.za Duomo - Porta Romana (2.172 m)
- p.za Duomo - Porta Vittoria (1.723 m)
- Trasversale Stazione Centrale - Stazione Nord (3.289 m)
- Circonvallazione (11.411 m)

#### Rete tranviaria urbana al 1º marzo 1910
In occasione dell'introduzione ufficiale di una numerazione per le tranvie urbane.
- 1 piazza Duomo - Stazione Centrale (ritorno per Porta Venezia)
- 2 piazza Duomo - Stazione Centrale (ritorno per Barriera Principe Umberto)
- 3 piazza Duomo - piazzale Loreto
- 4 piazza Duomo - Barriera Principe Umberto - via Settembrini
- 5 piazza Duomo - Porta Nuova
- 6 piazza Duomo - via Brera - Cimitero Monumentale
- 7 piazza Duomo - Porta Garibaldi
- 8 piazza Cordusio - via Farini
- 9 piazza Cordusio - Bovisa
- 10 piazza Cordusio - via Bramante - via Mac Mahon (Villapizzone)
- 11 piazza Cordusio - piazza Castello - via Canonica (piazzale Crespi)
- 12 piazza Duomo - Stazione Nord - corso Sempione
- 13 piazza Duomo - Stazione Nord
- 14 piazza Cordusio - Cagnola (Bersaglio)
- 15 piazza Duomo - via Boccaccio - San Siro[36]
- 16 piazza Cordusio - Porta Magenta - Maddalena
- 17 via Filangieri - piazza Cordusio - Porta Lodovica[37]
- 18 piazza Duomo - via Torino - via Solari
- 19 piazza Duomo - San Cristoforo
- 20 piazza Duomo - Porta Ticinese - corso San Gottardo
- 21 Porta Vigentina - piazza Duomo - Porta Vittoria
- 22 piazza Duomo - Porta Romana
- 23 piazza Duomo - via Bergamo
- 24 piazza Duomo - Porta Monforte
- 25 Stazione Centrale - Stazione Nord - Stazione Porta Genova
- 26 via Mascheroni - piazza Fratelli Bandiera
- 27 piazzale Loreto - Stazione Nord
- 28 piazza Cordusio - Stazione Porta Genova
- Circonvallazione sinistra[38]
- Circonvallazione destra[38]

#### Rete tranviaria urbana al 1º gennaio 1917
- 1 piazza Duomo - Stazione Centrale (ritorno per Porta Venezia)
- 2 piazza Duomo - Stazione Centrale (ritorno per Barriera Principe Umberto)
- 3 piazza Duomo - piazzale Loreto
- 4 piazza Duomo - via Settembrini
- 5 piazza Duomo - Ponte Seveso
- 6 piazza Duomo - via Brera - Cimitero Monumentale
- 7 piazza Duomo - Porta Garibaldi
- 8 piazza Cordusio - via Farini
- 9 largo Cairoli - Bovisa
- 10 piazza Duomo - via Mac Mahon (Villapizzone)
- 11 piazza Cordusio - via Canonica (piazzale Crespi)
- 12 piazza Duomo - corso Sempione
- 13 piazza Duomo - Stazione Nord
- 14 largo Cairoli - Cagnola (Bersaglio)
- 15 piazza Cordusio - San Siro
- 16 piazza Cordusio - via Trivulzio
- 17 piazza Duomo - Porta Lodovica
- 18 piazza Duomo - via Solari
- 19 piazza Duomo - San Cristoforo
- 20 piazza Duomo - corso San Gottardo
- 21 piazza Duomo - piazza Emilia
- 22 piazza Duomo - corso Lodi
- 23 piazza Duomo - via Bergamo
- 24 piazza Duomo - Acquabella
- 25 Stazione Centrale - Stazione Porta Genova
- 26 via Mascheroni - piazza Fratelli Bandiera
- 27 via Porpora - Stazione Nord
- 28 piazza Duomo - Stazione Genova
- 29 Circonvallazione sinistra
- 30 Circonvallazione destra
- 31 piazza Cordusio - strada Vercellese
- 32 via Carlo Alberto - via Ripamonti
- 33 piazza Duomo - via Filangieri

#### Rete tranviaria urbana al 29 novembre 1926
In concomitanza con la riorganizzazione generale della rete tranviaria, a seguito della soppressione del cosiddetto carosello di piazza Duomo.
- 1 Stazione Centrale - via Manzoni - via Tommaso Grossi - piazza Cordusio - largo Cairoli - Stazione Nord - corso Sempione
- 2 Stazione Centrale - Porta Venezia - piazza Duomo - via Cappellari - corso Italia - Porta Lodovica - Parco Ravizza
- 3 piazzale Loreto - Porta Venezia - corso Vittorio Emanuele - piazza Duomo - via Cappellari - piazza Missori - corso Italia - Porta Lodovica - Porta Ticinese - via De Sanctis
- 4 Greco - via Settembrini - Barriera Principe Umberto - via Tommaso Grossi - piazza Cordusio - via Broletto - Porta Garibaldi - via Massimo D'Azeglio
- 5 Ponte Seveso - Stazione Ovest FS - Porta Nuova - via Tommaso Grossi - piazza Cordusio - largo Cairoli - Porta Magenta - corso Vercelli - San Siro
- 5/ via Orefici - piazza Cordusio - via Dante - Stazione Nord - Porta Magenta - corso Vercelli - via Monte Rosa - Ippodromo
- 6 largo Cairoli - via Pontaccio - via Solferino - Porta Volta - Cimitero Monumentale - piazza Prealpi
- 8 via Farini - Porta Volta - via Orefici - piazza Duomo - Porta Ticinese - corso San Gottardo - via De Sanctis
- 9 largo Cairoli - via Legnano - Porta Volta - via Farini - viale Lancetti - via degli Imbriani - Bovisa
- 10 Stazione Porta Genova - Porta Genova - via Cesare Correnti - via Orefici - piazza Duomo - Cimitero Monumentale - via Mac Mahon (Villapizzone)
- 11 Greco - via Settembrini - Barriera Principe Umberto - via Tommaso Grossi - piazza Cordusio - largo Cairoli - via Canonica (piazzale Crespi)
- 12 San Cristoforo - Porta Ticinese - Carrobbio - via Orefici - piazza Duomo - largo Cairoli - Stazione Nord - corso Sempione - piazza VI Febbraio
- 14 largo Cairoli - Stazione Nord - via Vincenzo Monti - corso Sempione - viale Certosa - Cimitero Musocco
- 16 via Orefici - piazza Cordusio - corso Magenta - corso Vercelli - via Belfiore - via Marghera - via Trivulzio
- 18 via Orefici - Carrobbio - via De Amicis - via Ausonio - via Solari - via Giambellino
- 19 San Cristoforo - Carrobbio - piazza Duomo - via Orefici - largo Cairoli - Stazione Nord - Porta Magenta - via Rubens - Vercellese
- 21 piazza Duomo (piazza Camposanto) - via Arcivescovado - via Felice Cavallotti - corso Vittoria - Porta Vittoria - corso XXII Marzo
- 21/ piazza Missori - corso Roma - via Lamarmora - Porta Vittoria - corso XXII Marzo
- 22 piazzale Loreto - Porta Venezia - corso Vittorio Emanuele - piazza Duomo - via Cappellari - piazza Missori - Porta Romana - corso XXVIII Ottobre - viale Basilicata
- 23 piazzale Susa - Porta Monforte - piazza del Duomo - via Cappellari - piazza Missori - corso Roma - via Bergamo - viale Umbria
- 24 piazzale Susa - Porta Monforte - piazza del Duomo - via Cappellari - piazza Missori - corso Roma - Vigentino
- 25 Interstazionale Stazione Centrale - via Solferino - via Pontaccio - piazza Castello - largo Cairoli - Stazione Nord - via De Amicis - Porta Genova - Stazione Porta Genova
- 26 via Mascheroni - Stazione Nord - largo Cairoli - via Manzoni - piazza Cavour - corso Venezia - Porta Venezia - via Nino Bixio - via Pascoli - Città Studi (via G. Colombo)
- 27 Stazione Nord - largo Cairoli - via Monte di Pietà - piazza Cavour - viale Vittorio Veneto - corso Buenos Aires - Lambrate (via Porpora)[39]
- 29 Circonvallazione sinistra Stazione Centrale - via Bramante - Porta Magenta - Porta Genova - Porta Vigentina - Porta Vittoria - Stazione Centrale
- 30 Circonvallazione destra Stazione Centrale - Porta Vittoria - Porta Vigentina - Porta Genova - Porta Magenta - via Bramante - Stazione Centrale
- 33 Città Studi (via Ampère) - via Nino Bixio - Porta Venezia - corso Venezia - piazza Cavour - via Tommaso Grossi - piazza Cordusio - largo Cairoli - corso Magenta - San Vittore - via Cola di Rienzo
- 34 largo Cairoli - Stazione Nord - Porta Magenta - via Malghera - via Trivulzio - via R. Carriera - via Guglielmo Silva - Baggio
- 35 piazza Emilia - corso XXII Marzo - via G.B. Piranesi - Aerodromo di Taliedo
- 36 largo Cairoli - corso Magenta - via Vincenzo Monti - corso Sempione - viale Certosa - via Espinasse
- MUSOCCO Cimitero Monumentale - Cimitero Musocco

#### Rete tranviaria urbana al 1º aprile 1929
- 1 Stazione Centrale - via Manzoni - via Tommaso Grossi - piazza Cordusio - largo Cairoli - Stazione Nord - via Vincenzo Monti - via Mario Pagano - corso Sempione[40]
- 2 Stazione Centrale - Porta Venezia - piazza Duomo - piazza Missori - corso Italia - Porta Lodovica - via Giambologna - via Tibaldi (Parco Ravizza)[41]
- 3 Lambrate - piazzale Loretop - Porta Venezia - corso Vittorio Emanuele - piazza Duomo - piazza Missori - corso Italia - Porta Lodovica - Porta Ticinese - via Torricelli - via De Sanctis
- 4 Greco - via Settembrini - Barriera Principe Umberto - via Tommaso Grossi - piazza Cordusio - via Broletto - Porta Garibaldi - via G. Ferrari - via Bassi - viale Zara
- 5 Ponte Seveso - Stazione Ovest FS - Porta Nuova - corso di Porta Nuova - via Tommaso Grossi - piazza Cordusio - largo Cairoli - Porta Magenta - corso Vercelli - San Siro
- 6 piazza Cordusio - largo Cairoli - via Pontaccio - via Solferino - Porta Volta - Cimitero Monumentale - via Cenisio - via Bertolini - via Masolino da Panicale - piazza Mario Asso[42]
- 7 piazzale Loreto - corso Buenos Aires - Porta Venezia - Stazione Centrale - Porta Nuova - Porta Volta - via Farini - piazzale Maciachini
- 7/ piazzale Loreto - corso Buenos Aires - Porta Venezia - Stazione Centrale - Porta Nuova - Porta Volta - via Farini - viale Stelvio - via Lancetti - via degli Imbriani - Bovisa
- 8 via Farini - Porta Volta - via Orefici - piazza Duomo - Porta Ticinese - corso San Gottardo - via De Sanctis
- 9 largo Cairoli - via Legnano - Porta Volta - via Farini - via Lancetti - via degli Imbriani - Bovisa
- 10 Stazione Porta Genova - Porta Genova - via Cesare Correnti - via Orefici - piazza Duomo - Cimitero Monumentale - via Mac Mahon (Villapizzone)
- 11 Greco - via Settembrini - Barriera Principe Umberto - via Tommaso Grossi - piazza Cordusio - largo Cairoli - via Canonica (piazzale Crespi)
- 12 viale Ezio (Fiera Campionaria) - via Domodossola - corso Sempione - Stazione Nord - largo Cairoli - piazza Duomo - Carrobbio - Porta Ticinese - San Cristoforo - Barona
- 12/ Servizio speciale per Palazzo dello Sport / Velodromo (attivo in tutte le manifestazioni) piazza Cordusio - via Dante - Stazione Nord - corso Sempione - Palazzo dello Sport
- 14 largo Cairoli - Stazione Nord - via Vincenzo Monti - corso Sempione - viale Certosa - Cimitero Musocco (ritorno: corso Sempione - via Vincenzo Monti - corso Magenta - largo Cairoli)
- 15 Servizio speciale per ippodromo (attivo in tutte le manifestazioni)
- 16 via Orefici - piazza Cordusio - corso Magenta - corso Vercelli - via Belfiore - via Marghera - via Trivulzio (piazza Gambara)
- 17 piazzale Loreto - corso Venezia - via Palestro - via Manzoni - piazza Cordusio - largo Cairoli - via Legnano - viale Elvezia - via Canonica (piazzale Crespi)
- 18 via Orefici - Carrobbio - via De Amicis - via Lesmi - via Solari (ritorno via Ausonio - via Carducci - Stazione Nord - largo Cairoli)
- 19 Vercellese - via Rembrandt - piazzale Baracca - via Saffi - piazza Virgilio - via Meravigli - Carrobbio - Porta Ticinese - San Cristoforo
- 21 piazza Fontana - via Felice Cavallotti - via Cesare Battisti - corso Vittoria - Porta Vittoria - corso XXII Marzo - piazza Grandi - viale Corsica
- 22 piazzale Loreto - Porta Venezia - corso Vittorio Emanuele - piazza Duomo - via Cappellari - piazza Missori - Porta Romana - corso XXVIII Ottobre - viale Basilicata
- 23 piazzale Susa - Porta Monforte - piazza del Duomo - via Cappellari - piazza Missori - corso Roma - via Lamarmora - via Bergamo - viale Umbria
- 24 piazzale Susa - Porta Monforte - piazza del Duomo - via Cappellari - piazza Missori - corso Roma - Vigentino
- 25 Interstazionale Stazione Centrale - via Solferino - via Pontaccio - piazza Castello - largo Cairoli - Stazione Nord - via De Amicis - Porta Genova - Stazione Genova
- 26 Città Studi (via G. Colombo) - via Pascoli - via Nino Bixio - Porta Venezia - corso Venezia - via Palestro - piazza Cavour - via Manzoni - largo Cairoli - Stazione Nord - via Mascheroni
- 27 Lambrate (via Porpora) - piazzale Loreto - corso Buenos Aires - Porta Venezia - Stazione Centrale - Barriera Principe Umberto - via Manzoni - via Monte di Pietà - largo Cairoli - Stazione Nord
- 29 Circonvallazione sinistra Stazione Centrale - Cimitero Monumentale - Porta Magenta - Porta Genova - Porta Vigentina - Porta Vittoria - Stazione Centrale
- 30 Circonvallazione destra Stazione Centrale - Porta Vittoria - Porta Vigentina - Porta Genova - Porta Magenta - Cimitero Monumentale - Stazione Centrale
- 31 largo Cairoli - via Pontaccio - via Solferino - Porta Nuova - Ponte Seveso - viale Marche - viale Zara - piazzale Istria - viale Fulvio Testi - Prato Centenaro - Bicocca
- 33 Città Studi (via Ampère) - via Nino Bixio - Porta Venezia - corso Venezia - piazza Cavour - via Tommaso Grossi - piazza Cordusio - largo Cairoli - corso Magenta - via Sant'Ambrogio - via San Vittore - via Giambellino
- 34 largo Cairoli - Stazione Nord - Porta Magenta - Baggio (ritorno per via Trivulzio - corso Vercelli - corso Magenta - largo Cairoli)
- 35 Taliedo - piazza Ovidio - palazzo del Ghiaccio - via G.B. Piranesi - piazza Grandi - corso XXII Marzo - Porta Vittoria - via Lamarmora - corso Roma - piazza Missori
- 36 largo Cairoli - corso Magenta - via Vincenzo Monti - corso Sempione - viale Certosa - via Espinasse - Stazione Musocco - piazzale Cacciatori delle Alpi - Cagnola - corso Sempione - Stazione Nord - largo Cairoli
- 37 Musocco (Cimitero Monumentale) - via Cenisio - Rondò Cagnola tiro a segno - viale Certosa - Cimitero Musocco

#### Rete tranviaria urbana al 1º giugno 1939
- 1 Stazione Centrale - piazzale Fiume - Cavour - via Manzoni - piazza Scala - Cordusio - largo Cairoli - Stazione Nord - via Monti - Arco della Pace - corso Sempione - piazza Firenze - Mario Asso[43]
- 2 Stazione Centrale - Torriani - Lazzaretto - piazzale Oberdan - corso Porta Venezia - San Babila - piazza Duomo - Cappellari - piazza Missori - corso Italia - Porta Lodovica - Teulié - Tibaldi - piazza Bibbiena
- 3 Lambrate - Stazione Lambrate - via Porpora - piazzale Loreto - corso Buenos Aires - corso Venezia - piazza Duomo - piazza Missori - corso Italia - Porta Lodovica - Porta Ticinese - Meda - De Sanctis
- 4 piazzale Istria - viale Zara - piazzale Lagosta - Lambertenghi - Farini - corso Como - corso Garibaldi - Mercato - piazza Cordusio - via Manzoni - piazza Cavour - piazzale Fiume[44] - Lazzaretto - Settembrini - Greco
- 5 San Siro Lido - piazzale Lotto - piazza Piemonte - corso Vercelli - piazzale Baracca - Saffi - Stazione Nord - largo Cairoli - Cordusio - piazza Cavour - Stazione Porta Nuova - Stazione Centrale - Ponte Seveso
- 5 San Siro Lido - viale Ezio - Mascheroni - Stazione Nord - largo Cairoli - Cusani - Monte di Pietà - via Manzoni - piazza Cavour - via Montebello - Stazione Porta Nuova - Stazione Centrale - Ponte Seveso
- 6 Roserio - Musocco - viale Espinasse - piazzale Accursio - viale Certosa - piazza Firenze - corso Sempione - Stazione Nord - largo Cairoli[45]
- 7 Bovisa - via degli Imbriani - piazzale Nigra - Stelvio - via Farini - Cimitero Monumentale - Porta Garibaldi - Stazione Porta Nuova - Stazione Centrale - Petrella - Mercadante - piazzale Loreto - Porpora - Stazione Lambrate
- 8 piazzale Maciachini - via Farini - Cimitero Monumentale - Porta Volta - Legnano - largo Cairoli - Dante - piazza Duomo - Torino - Carrobbio - corso Porta Ticinese - corso San Gottardo - Meda - Montegani
- 9 Bovisa - piazzale Nigra - via Farini - Cimitero Monumentale - Porta Volta - via Legnano - largo Cairoli - via Dante - piazza Duomo - via Torino - Carrobbio - via De Amicis - via Ausonio - piazza S. Agostino - via Solari - Giambellino[46]
- 10 via Mac Mahon (Villapizzone) - Cenisio - Nono - Cimitero Monumentale - via Bramante - via Legnano - Foro Bonaparte - largo Cairoli - piazza Duomo - via Torino - Carrobbio - corso Genova - Stazione Porta Genova
- 11 viale Espinasse - viale Certosa - corso Sempione - piazzale Crespi[47] - Cimitero Monumentale - Porta Garibaldi - piazzale Fiume[44] - Stazione Porta Nuova - Stazione Centrale - piazza Caiazzo - via Settembrini - Greco (Rovereto - via Martiri Oscuri)
- 12 piazzale Lotto - Monte Rosa - viale Ezio - Mascheroni - Boccaccio - Stazione Nord - piazza Duomo - via Torino - Carrobbio - Stazione Porta Genova - ripa Ticinese - S. Cristoforo - Barona
- 13 Stazione Lambrate - Città Studi - Pascoli - Nino Bixio - corso Venezia - piazza Duomo - piazza Fontana - corso Porta Vittoria - corso XXII Marzo - viale Umbria - piazzale Martini - viale Molise
- 14 Cimitero Maggiore - viale Certosa - piazzale Accursio - piazzale Firenze - piazza Caneva - piazza Diocleziano - Cenisio - Nono - Cimitero Monumentale - via Bramante - via Legnano - largo Cairoli
- 15 Ippodromo - piazzale Segesta - Faruffini - piazza De Angeli - corso Vercelli - corso Magenta - piazza Duomo - Carrobbio - corso Porta Ticinese - corso S. Gottardo - Meda - viale Liguria
- 15/ piazza Esquilino - Rospigliosi - piazzale Segesta - Faruffini - piazza De Angeli - corso Vercelli - corso Magenta - piazza Duomo - Carrobbio - corso Porta Ticinese - corso S. Gottardo - Meda - viale Liguria
- 16 Trivulzio - piazza Piemonte - corso Magenta - S. Giovanni sul Muro - largo Cairoli - piazza Cordusio - via Manzoni - Stazione Porta Nuova - Stazione Centrale - via Settembrini - via Spontini - Città Studi - via Pacini
- 17 piazza Firenze - corso Sempione - piazzale Crespi[47] - Canonica - piazza Lega Lombarda - via Legnano - Tivoli - Pontaccio - Fatebenefratelli - via Palestro - corso Venezia - piazzale Oberdan - corso Buenos Aires - piazzale Loreto - Leoncavallo
- 17 piazzale Crespi[47] - Canonica - piazza Lega Lombarda - via Legnano - Tivoli - Pontaccio - Fatebenefratelli - via Palestro - corso Venezia - piazzale Oberdan - corso Buenos Aires - piazzale Loreto - Leoncavallo
- 19 Vercellese - piazzale Perrucchetti - piazzale Velasquez - Marghera - corso Vercelli - piazzale Baracca - corso Magenta - piazza Duomo - Carrobbio - corso Porta Ticinese - ripa Ticinese - S. Cristoforo
- 20 piazzale Loreto - corso Buenos Aires - piazza Lima - Porta Venezia - Porta Monforte - Porta Vittoria - Porta Romana - corso XXVIII Ottobre[48] - piazzale Lodi - Stazione Porta Romana - piazzale Corvetto
- 21 viale Corsica - piazza Grandi - corso XXII Marzo - corso Porta Vittoria - Verziere - piazza Fontana - piazza Duomo - corso Roma[49] - corso XXVIII Ottobre[48] - Stazione Porta Romana - piazzale Corvetto
- 22 piazzale Loreto - corso Buenos Aires - piazzale Oberdan - corso Venezia - corso Vittorio Emanuele - piazza Duomo - piazza Missori - corso Roma[49] - corso XXVIII Ottobre[48] - Stazione Porta Romana - piazzale Corvetto
- 23 Ortica - viale Argonne - piazzale Susa - corso Indipendenza - piazza Risorgimento - Monforte - corso Vittorio Emanuele - piazza Duomo - piazza Missori - corso Roma[49] - Lamarmora - Bergamo - viale Umbria
- 24 piazzale Susa - piazzale Dateo - corso Indipendenza - piazza Risorgimento - Monforte - corso Vittorio Emanuele - piazza Duomo - piazza Missori - corso Roma[49] - Porta Vigentina - Ripamonti - Noto - Vigentino
- 25 Stazione Centrale - Stazione Porta Nuova - San Marco - piazza Castello - Stazione Nord - De Amicis - Stazione Porta Genova - Porta Romana - Porta Vittoria - Porta Venezia - corso Buenos Aires - Stazione Centrale
- 26 Stazione Centrale - corso Buenos Aires - Porta Venezia - Porta Vittoria - Porta Romana - Stazione Porta Genova - De Amicis - Stazione Nord - piazza Castello - San Marco - Stazione Porta Nuova - Stazione Centrale
- 27 Stazione Nord - largo Cairoli - Monte di Pietà - via Manzoni - piazza Cavour - corso Venezia - piazzale Oberdan - corso Buenos Aires - piazzale Loreto - Porpora - piazza Baldini[50] - Stazione Lambrate - Viotti - Lambrate
- 28 Ortica - piazza Ferravilla - piazzale Tonoli[51] - via Nino Bixio - corso Venezia - via Palestro - piazza San Marco - largo Cairoli - Stazione Nord - Boccaccio - piazzale Baracca - piazza Aquileia - Solari - Giambellino[46]
- 29 piazzale Fiume[52] - Cimitero Monumentale - Porta Sempione - Porta Magenta - Porta Genova - Porta Ticinese - Porta Lodovica - Porta Romana - Porta Vittoria - Porta Monforte - Porta Venezia - piazzale Fiume[52]
- 30 piazzale Fiume oggi piazza della Repubblica - Porta Monforte - Porta Ticinese - Porta Genova - Porta Magenta - Porta Sempione - Cimitero Monumentale - Porta Volta - Porta Garibaldi - piazzale Fiume
- 31 Bicocca - viale Fulvio Testi - piazzale Istria - viale Zara - viale Marche - piazza Carbonari - viale Lunigiana - Stazione Centrale - Stazione di Milano Porta Nuova[53] - piazzale Principessa Clotilde - San Marco - Tivoli - largo Cairoli
- 32 piazzale Corvetto - Carlo Marochetti - piazzale Ubaldino Peruzzi - cavalcavia Gian Battista Cassinis - Stazione di Rogoredo[54]
- 33 piazza Tripoli - piazza Aquileia - Filangeri - piazza S. Ambrogio - corso Magenta - largo Cairoli - piazza Cordusio - piazza Cavour - Palestro - corso Venezia - Nino Bixio - piazzale Tonoli - Città Studi (via G. Colombo)
- 34 Baggio - piazza Gambara - piazza De Angeli - Marghera - corso Vercelli - piazzale Baracca - corso Magenta - S. Giovanni sul Muro - largo Cairoli[55]
- 35 piazza Missori - corso Roma[49] - Lamarmora - Porta Vittoria - corso XXII Marzo - piazza Grandi - viale Corsica - piazzale Ovidio - Taliedo[56]
- 37 piazza VI Febbraio - Monti - Stazione Nord - largo Cairoli - piazza Cordusio - via Manzoni - piazza Cavour - piazzale Fiume[44] - Lazzaretto - viale Regina Giovanna - piazza Carlo Erba - Città Studi - via Pacini
- 38 viale Ezio - piazza Piemonte - piazzale Baracca - Stazione Nord - largo Cairoli - Monte di Pietà - piazza Cavour - corso Venezia - Morelli - viale Piave - porta Monforte - corso Indipendenza - piazzale Susa
- 39[57] largo Cairoli - via Legnano - Cimitero Monumentale - via Procaccini - Domodossola - piazza VI Febbraio - piazzale Giulio Cesare - viale Ezio - piazza Piemonte - piazzale Baracca - Boccaccio - Stazione Nord - largo Cairoli
- 40[58] largo Cairoli - Stazione Nord - Boccaccio - piazzale Baracca - piazza Piemonte - viale Ezio - piazzale Giulio Cesare - piazza VI Febbraio - Domodossola - via Procaccini - Cimitero Monumentale - via Legnano - largo Cairoli
- 55[59] Ippodromo - piazzale Lotto - Monte Rosa - piazzale Giulio Cesare - Mascheroni - Stazione Nord - largo Cairoli
- 57[60] Cimitero Maggiore - viale Certosa - piazzale Accursio - Cenisio - Cimitero Monumentale

#### Rete tranviaria urbana al 31 dicembre 1975

- 1 via Console Marcello - viale Lunigiana
- 2 via Bignami - Stazione Centrale
- 4 Ospedale Maggiore (Niguarda) - Rimembranze di Lambrate
- 8 piazzale Bausan - piazza Tirana
- 12 Greco (Rovereto - via Martiri Oscuri) - piazza Castelli
- 13 viale Molise - piazzale Corvetto
- 14 Cairoli M1 - piazzale Cimitero Maggiore
- 15 piazza Axum - Gratosoglio
- 18 via B.M. Da Carcano (Baggio) - Gambara M1[61]
- 19 Roserio (Ospedale Sacco) - piazzale Negrelli
- 20 Greco (Rovereto - via Martiri Oscuri) - piazzale Corvetto
- 21 Ortica - piazza Tirana
- 23 Stazione Lambrate - via Monte Velino
- 24 viale Ungheria - Vigentino
- 25 Interstazionale sinistra
- 25[62] Stazione Centrale - Stazione Porta Genova
- 26 Interstazionale destra
- 29 Circonvallazione sinistra
- 30 Circonvallazione destra
- 31 Cairoli M1 - via Bignami
- 33 Roserio (Ospedale Sacco) - piazza Sire Raul

#### Rete tranviaria urbana al 31 dicembre 1980

- 1 via Console Marcello - viale Lunigiana
- 2 via Bignami - Stazione Centrale
- 4 Ospedale Maggiore (Niguarda) - Rimembranze di Lambrate
- 5 Stazione Centrale - Ortica
- 8 piazzale Bausan - piazza Tirana
- 9 Stazione Centrale - Stazione Porta Genova
- 12 Greco (Rovereto - via Martiri Oscuri) - piazza Castelli
- 13 viale Ungheria - piazzale Corvetto
- 14 Cairoli M1 - piazzale Cimitero Maggiore
- 15 piazza Axum - Gratosoglio
- 19 Roserio (Ospedale Sacco) - piazzale Negrelli
- 20 Greco (Rovereto M1) - piazzale Corvetto
- 21 via San Giovanni sul Muro (Cairoli M1) - piazza Tirana
- 23 Stazione Lambrate - via Monte Velino
- 24 piazza Fontana - Vigentino
- 29 Circonvallazione sinistra
- 30 Circonvallazione destra
- 31 Cairoli M1 - via Bignami
- 33 Roserio (Ospedale Sacco) - piazza Sire Raul

#### Rete tranviaria urbana al 31 dicembre 1985

- 1 piazza Castelli - viale Lunigiana
- 2 via Bignami - Stazione Centrale
- 4 Ospedale Maggiore (Niguarda) - Greco (Rovereto - via Martiri Oscuri)
- 5 via Torriani (Stazione Centrale) - Ortica
- 8 piazzale Bausan - piazza Tirana
- 9 Stazione Centrale - Stazione Porta Genova
- 11 Rimembranze di Lambrate - via Bignami
- 12 viale Ungheria - via Console Marcello
- 13 via Dogana (piazza Duomo) - piazzale Corvetto
- 14 Cairoli M1 - piazzale Cimitero Maggiore
- 15 via Orefici (piazza Duomo) - Gratosoglio
- 19 Roserio (Ospedale Sacco) - piazzale Negrelli
- 21 via San Giovanni sul Muro (Cairoli M1) - piazza Tirana
- 23 Stazione Lambrate - via Monte Velino
- 24 piazza Axum - Vigentino
- 29 Circonvallazione sinistra
- 30 Circonvallazione destra
- 33 Roserio (Ospedale Sacco) - piazza Sire Raul

#### Rete tranviaria urbana al 31 dicembre 1990

- 1 piazza Castelli - viale Lunigiana
- 2 via Bignami - Stazione Centrale
- 4 Ospedale Maggiore (Niguarda) - Greco (Rovereto - via Martiri Oscuri)
- 5 via Torriani (Stazione Centrale) - Ortica
- 8 piazzale Bausan - piazza Tirana
- 9 Stazione Centrale - Stazione Porta Genova
- 11 Rimembranze di Lambrate - via Bignami
- 12 viale Ungheria - via Console Marcello
- 13 via Dogana (Duomo M1-M3) - via Gamboloita (Corvetto)
- 14 Cairoli M1 - piazzale Cimitero Maggiore
- 15 via Orefici (Duomo M1-M3) - Gratosoglio
- 19 Roserio (Ospedale Sacco) - piazzale Negrelli
- 21 via San Giovanni sul Muro (Cairoli M1) - piazza Tirana
- 23 Stazione Lambrate - via Monte Velino
- 24 piazza Axum - Vigentino
- 29 Circonvallazione sinistra
- 30 Circonvallazione destra
- 33 Roserio (Ospedale Sacco) - piazza Sire Raul

#### Rete tranviaria urbana al 31 dicembre 1995

- 1 piazza Castelli - viale Lunigiana
- 2 via Bignami - Stazione Porta Genova
- 3 piazzale Bausan - Gratosoglio
- 4 Ospedale Maggiore (Niguarda) - via Monte Velino
- 5 Stazione Centrale - Ortica
- 8 via Orefici (Duomo M1-M3) - piazza Tirana
- 9 Stazione Centrale - Stazione Porta Genova
- 11 Rimembranze di Lambrate - via Bignami
- 12 viale Ungheria - via Console Marcello
- 14 Cairoli M1 - piazzale Cimitero Maggiore
- 15 via Dogana (Duomo M1-M3) - Rozzano (via Cabrini)[63]
- 19 piazza Cacciatori delle Alpi - piazzale Negrelli
- 23 Stazione Lambrate - piazza Fontana
- 24 piazza Axum - Vigentino
- 29 Circonvallazione sinistra
- 30 Circonvallazione destra
- 33 piazza Firenze - Rimembranze di Lambrate

#### Rete tranviaria urbana al 31 dicembre 2000

- 1 piazza Castelli - Greco (Rovereto - via Martiri Oscuri)
- 2 via Bignami - piazzale Negrelli
- 3 piazzale Bausan - Gratosoglio
- 4 Ospedale Maggiore (Niguarda) - via Monte Velino
- 5 Stazione Centrale - Ortica
- 9 Stazione Centrale - Stazione Porta Genova
- 11 Rimembranze di Lambrate - via Bignami
- 12 viale Molise[64] - Roserio (Ospedale Sacco)
- 14 Lorenteggio - piazzale Cimitero Maggiore
- 15 via Dogana (Duomo M1-M3) - Rozzano (via Cabrini)
- 19 Roserio (Ospedale Sacco) - via Orefici (Duomo M1-M3)
- 23 Stazione Lambrate - piazza Fontana
- 24 piazza Axum - Vigentino
- 27 piazza VI Febbraio - viale Ungheria
- 29 Circonvallazione sinistra
- 30 Circonvallazione destra
- 33 piazza Cacciatori delle Alpi - Rimembranze di Lambrate

#### Rete tranviaria urbana al 31 dicembre 2005

- 1 piazza Castelli - Greco (Rovereto - via Martiri Oscuri)
- 2 viale Lunigiana - piazzale Negrelli
- 3 piazzale Bausan - Gratosoglio
- 4 Niguarda (Parco Nord) - Cairoli M1
- 5 Niguarda (Parco Nord) - Ortica
- 7 Precotto (Mattei) - Cairoli M1
- 9 Stazione Centrale - Stazione Porta Genova
- 11 Rimembranze di Lambrate - via Bignami
- 12 viale Molise - Roserio (Ospedale Sacco)
- 14 Lorenteggio - piazzale Cimitero Maggiore
- 15 piazza Fontana - Rozzano (via Cabrini)
- 16 piazza Axum - via Monte Velino
- 19 Roserio (Ospedale Sacco) - via Orefici (Duomo M1-M3)
- 23 Stazione Lambrate - piazza Fontana
- 24 via Dogana (Duomo M1-M3) - Vigentino
- 27 piazza VI Febbraio - viale Ungheria
- 29 Circonvallazione sinistra
- 30 Circonvallazione destra
- 33 piazza Cacciatori delle Alpi - Rimembranze di Lambrate

#### Rete tranviaria urbana al 31 dicembre 2010

- 1 piazza Castelli - Greco (Rovereto - via Martiri Oscuri)
- 2 piazzale Bausan - piazzale Negrelli
- 3 via Orefici (Duomo M1-M3) - Gratosoglio
- 4 Niguarda (Parco Nord) - Cairoli M1
- 5 Ospedale Maggiore (Niguarda) - Ortica
- 7 Precotto (Anassagora) - Deposito Messina
- 9 Stazione Centrale - Stazione Porta Genova
- 12 viale Molise - Roserio (Ospedale Sacco)
- 14 Lorenteggio - piazzale Cimitero Maggiore
- 15 piazza Fontana - Rozzano (via Cabrini)
- 16 piazzale Segesta - via Monte Velino
- 19 Roserio (Ospedale Sacco) - Stazione Porta Genova
- 23 Stazione Lambrate - piazza Fontana
- 24 via Dogana (Duomo M1-M3) - Vigentino
- 27 piazza VI Febbraio - viale Ungheria
- 31 piazzale Lagosta - Cinisello Balsamo (via 1º Maggio)
- 33 viale Lunigiana - Rimembranze di Lambrate

#### Rete tranviaria urbana al 31 dicembre 2015
- 1 Greco (Rovereto - via Martiri Oscuri) - piazza Castelli
- 2 piazzale Bausan - piazzale Negrelli
- 3 Gratosoglio - via Orefici (Duomo M1-M3)
- 4 Niguarda (Parco Nord) - Cairoli M1
- 5 Ortica - Ospedale Maggiore (Niguarda)
- 7 Precotto (Anassagora) - piazzale Lagosta
- 9 Porta Genova FS M2 - Centrale FS M2-M3
- 10 viale Lunigiana - piazza XXIV Maggio
- 12 Roserio (Ospedale Sacco) - viale Molise
- 14 piazzale Cimitero Maggiore - Lorenteggio
- 15 Rozzano (via Cabrini) - piazza Fontana
- 16 via Monte Velino - San Siro Stadio M5
- 19 Roserio (Ospedale Sacco) - piazza Castello (Cairoli M1)
- 23 Lambrate FS M2 - piazza Fontana
- 24 via Dogana (Duomo M1-M3) - Vigentino
- 27 piazza VI Febbraio - viale Ungheria
- 31 Cinisello Balsamo (via 1º Maggio) - Bicocca M5
- 33 Rimembranze di Lambrate - piazzale Lagosta

#### Rete tranviaria urbana al 31 dicembre 2020
- 1 Greco (Rovereto - via Martiri Oscuri) - Roserio (Ospedale Sacco)
- 2 piazzale Bausan - piazzale Negrelli
- 3 Gratosoglio - via Orefici (Duomo M1-M3)
- 4 Niguarda (Parco Nord) - Cairoli M1
- 5 Ortica - Ospedale Maggiore (Niguarda)
- 7 Precotto (Anassagora) - piazzale Lagosta
- 9 Porta Genova FS M2 - Centrale FS M2-M3
- 10 viale Lunigiana - piazza XXIV Maggio
- 12 Roserio (Ospedale Sacco) - viale Molise
- 14 piazzale Cimitero Maggiore - Lorenteggio
- 15 Rozzano (via Guido Rossa) - via Dogana (Duomo M1-M3)
- 16 via Monte Velino - San Siro Stadio M5
- 19 Lambrate FS M2 - piazza Castelli
- 24 piazza Fontana - Vigentino
- 27 piazza Fontana - viale Ungheria
- 31 Cinisello Balsamo (via 1º Maggio) - Bicocca M5
- 33 Rimembranze di Lambrate - piazzale Lagosta

### Depositi

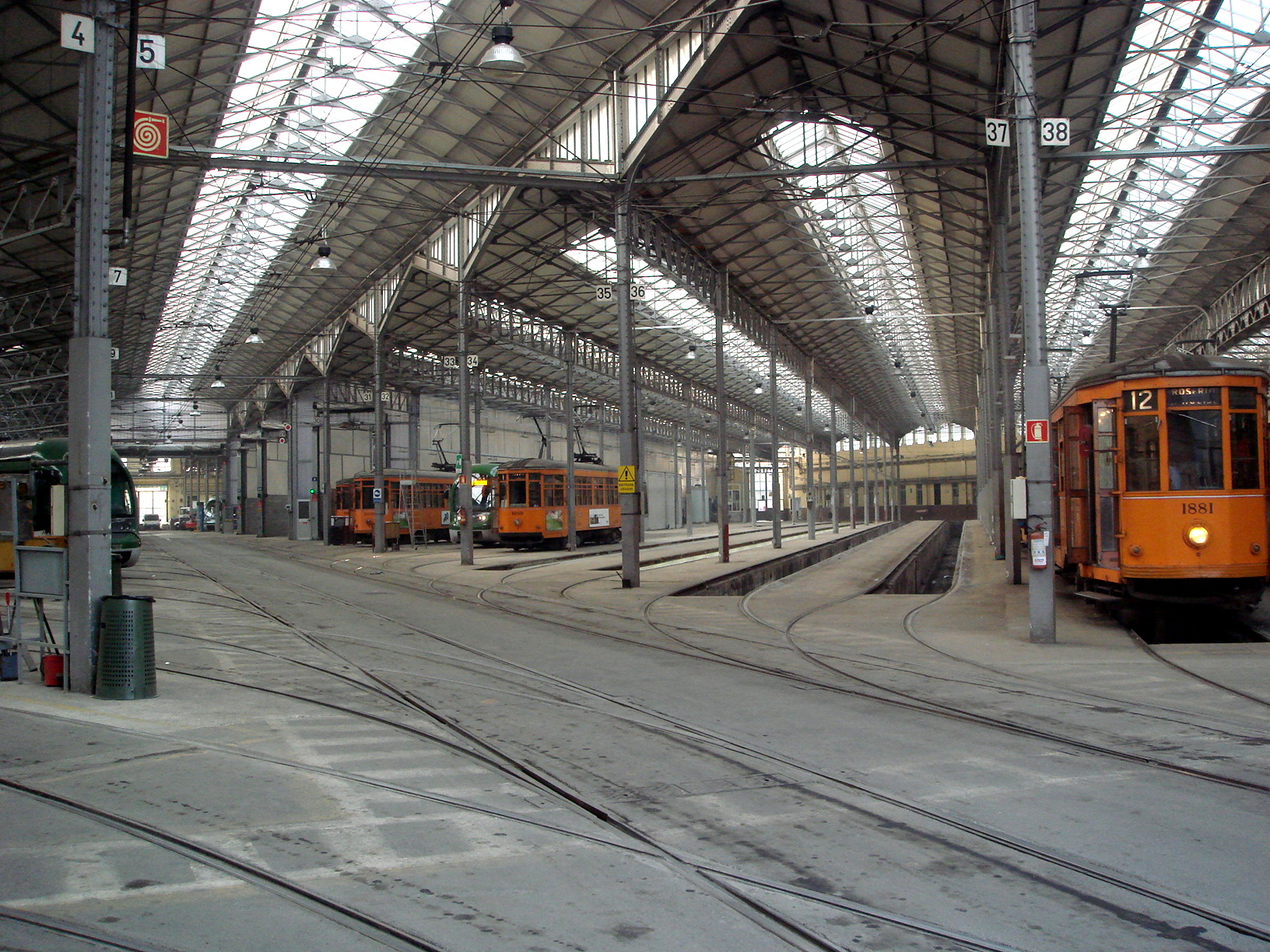
Il deposito Messina a Milano

La città possiede diversi depositi per la rimessa e la manutenzione dei tram: il più importante, anche storicamente, è il deposito Messina, un edificio di notevole rilevanza storica e architettonica, fra le maggiori testimonianze di architettura del ferro a Milano e in Italia. ATM dispone dei seguenti depositi (5 urbani e 2 extraurbani):
- deposito Leoncavallo, annesso alle officine generali, costruito a metà degli anni '20[66];
- deposito Messina;
- deposito Baggio;
- deposito Ticinese, costruito nel XIX secolo, è il più antico ancora in funzione e il più prossimo al centro;
- deposito Precotto, progettato e costruito al servizio della linea 1 della metropolitana, oggi adibito anche al rimessaggio di vetture tranviarie;
- deposito Varedo, costruito nel 1915;
- deposito Desio (la linea adiacente è sospesa dal 2011 e la sua ricostruzione prevedrà l'ufficiale dismissione del deposito, effettivamente già abbandonato).

## Materiale rotabile
| Serie        | Numerazione    | Costruzione                | Radiazione                 | Rodiggio        | Note | Immagine | Velocità massima      |
| ------------ | -------------- | -------------------------- | -------------------------- | --------------- | --- | -------- | --------------------- |
| Edison       | 1–430, 801–970 | 1893–1910                  | circa 1960                 | Bo'             | alcune vetture vennero cedute alla rete tranviaria di Mantova (linee per Grazie e Montanara) e alla tranvia di Pavia |          | 30 km/h               |
| Sperimentali | 972–976        | 1916–1917                  | ?                          | Bo'             | prototipi delle 600                                                                                                  |          |                       |
| 600          | 601–729        | 1924–1928                  | 1967                       | Bo'             | alcune vetture vennero cedute alla STEL per il servizio tranviario urbano a Monza                                    |          | 38 km/h               |
| 700          | 700–720        | 1947–1948                  | 1966 (servizio passeggeri) | Bo'             | ricostruzione di vetture della serie 600                                                                             |          | 38 km/h               |
| 1500         | 1501           | 1927                       |                            | Bo' Bo'         | prototipo |          |                       |
| 1500         | 1502           | 1928                       | prototipo                  | Bo' Bo'         | |          |                       |
| 1500         | 1503–2002      | 1929–1930                  | -                          | Bo' Bo'         | 35 km/h |          |                       |
| 2500         | 2501, 2503     | 1948 (1951 entr. in serv.) | 1966                       | Bo' 2           | prototipi ex ATAC di Roma                                                                                            |          | 52 km/h               |
| 3000         | 3000           | 1932                       | 1961                       | Bo' + – + Bo'   | prototipo |          |                       |
| 3000         | 3001–3023      | 1932–1934                  | 1961                       | Bo' + – + Bo'   | - | 38 km/h  |                       |
| 4000         | 4000           | 1935                       | 1970                       | Bo' + – + 2'    | prototipo |          |                       |
| 4000         | 4001–4025      | 1940–1942                  | 1970                       | Bo' + – + 2'    | - | 38 km/h  |                       |
| 4000         | 4026–4049      | 1947–1948                  | 1970                       | Bo' + – + 2'    | - | 38 km/h  |                       |
| 4100         | 4101           | 1956                       | 1976                       | Bo' + – + Bo'   | prototipo |          |                       |
| 4100         | 4102–4108      | 1960                       | 1976                       | Bo' + – + Bo'   | - | 38 km/h  |                       |
| 4500 (I)     | 4500–4504      | 1942–1944                  | 1967                       | Bo'-2'-Bo'      | |          | 50 km/h               |
| 4500 (II)    | 4500           | 1984                       | ?                          | Bo'-2'-Bo'      | prototipo |          | 40 km/h               |
| 4600         | 4601–4613      | 1955                       | 2024                       | Bo'-2'-Bo'      | - |          | 45 km/h               |
| 4700         | 4714–4733      | 1956–1960                  |                            | Bo'-2'-Bo'      | |          | 45 km/h               |
| 4800         | 4801           | 1971                       | 2010                       | Bo'-Bo'-Bo'-Bo' | prototipo |          |                       |
| 4800         | 4802–4844      | 1973–1977                  | 2010                       | Bo'-Bo'-Bo'-Bo' | - | 45 km/h  |                       |
| 4900         | 4900–4999      | 1976–1978                  |                            | B-2'-2'-B       | |          | 60 km/h               |
| 5000         | 5000           | 1936                       | 1976                       | Bo' Bo'         | prototipo |          |                       |
| 5000         | 5001           | 1937                       | 1976                       | Bo' Bo'         | prototipo |          |                       |
| 5000         | 5002–5061      | 1938                       | 1976                       | Bo' Bo'         | - | 52 km/h  |                       |
| 5001         | 5001           | 1989                       | ?                          | ?               | prototipo a pianale ribassato                                                                                        |          |                       |
| 5100         | 5101–5137      | 1947–1951                  | 1986                       | Bo' Bo'         | ricostruzione di vetture 5000                                                                                        |          | 40 km/h               |
| 5200         | 5200–5251      | 1952–1953                  | 1973–1977                  | Bo' Bo'         | |          | 50 km/h               |
| 5300         | 5301–5336      | 1955                       | 1971–1977                  | Bo' Bo'         | |          | 50 km/h               |
| 5400         | 5451–5453      | 1958                       | 1981                       | Bo' Bo'         | |          | 50 km/h               |
| 7000         | 7001–7026      | 1999–2002                  |                            | ?               | tipo ADtranz Eurotram                                                                                                |          | 70 km/h               |
| 7100         | 7101–7148      | 2002–2009                  |                            | ?               | tipo AnsaldoBreda Sirio                                                                                              |          | 70 km/h               |
| 7500         | 7501–7535      | 2003–2006                  |                            | ?               | tipo AnsaldoBreda Sirio                                                                                              |          | 70 km/h               |
| 7600         | 7601–7633      | 2006–2008                  |                            | ?               | tipo AnsaldoBreda Sirio                                                                                              |          | 70 km/h               |
| 7700         | 7701–?         | 2022–?                     | 2024-                      | ?               | tipo Stadler Tramlink                                                                                                |          | 60 km/h (limitata 50) |